# مكة
مكَّة المُكرَّمَة هي المدينة الأقدس عند المسلمين، بها المسجد الحرام، والكعبة التي تعد قبلة المسلمين في صلاتهم. تقع غرب المملكة العربية السعودية، تبعد عن المدينة المنورة حوالي 400 كيلومترًا في الاتجاه الجنوبي الغربي، وعن مدينة الطائف حوالي 75 كيلومترًا في الاتجاه الغربي، وعلى بعد 72 كيلو مترا من مدينة جدة وساحل البحر الأحمر، وأقرب الموانئ لها هو ميناء جدة الإسلامي، وأقرب المطارات الدولية لها هو مطار الملك عبد العزيز الدولي. تقع مكة المكرمة عند تقاطع درجتي العرض 25/21 شمالًا، والطول 49/39 شرقًا، ويُعد هذا الموقع من أصعب التكوينات الجيولوجية، فأغلب صخورها جرانيتية شديدة الصلابة. تبلغ مساحة مدينة مكة المكرمة حوالي 850 كم²، منها 88 كم² مأهولة بالسكان، وتبلغ مساحة المنطقة المركزية المحيطة بالمسجد الحرام حوالي 6 كم²، ويبلغ ارتفاع مكة عن مستوى سطح البحر حوالي 277 مترًا.
كانت في بدايتها قرية صغيرة تقع في وادٍ جاف تحيط بها الجبال من كل جانب، ثم بدأ الناس في التوافد عليها والاستقرار بها في عصر النبي إبراهيم والنبي إسماعيل، وذلك بعدما ترك النبي إبراهيم زوجته هاجر وابنه إسماعيل في هذا الوادي الصحراوي الجاف، وذلك امتثالاً لأمر الله، فبقيا في الوادي حتى تفجّر بئر زمزم، وقد بدأت خلال تلك الفترة رفع قواعد الكعبة على يد النبي إبراهيم وابنه إسماعيل.
يبلغ عدد سكان مكة بحسب إحصائيات عام 2022، نحو 2,385,509 نسمة موزعين على أحياء مكة القديمة والجديدة. تضم مكة العديد من المعالم الإسلامية المقدسة، لعل من أبرزها المسجد الحرام وهو أقدس الأماكن في الأرض بالنسبة للمسلمين؛ ذلك لأنه يضم الكعبة المشرفة قبلة المسلمين في الصلاة، كما أنه أحد المساجد الثلاثة التي تشد إليها الرحال، وذلك حسب قول النبي محمد: «لا تشد الرحال إلا إلى ثلاثة مساجد مسجدي هذا والمسجد الحرام والمسجد الأقصى»، بالإضافة إلى ذلك، تعد مكة مقصد المسلمين في موسم الحج والعمرة إذ إنّها تضم المناطق التي يقصدها المسلمون خلاله وهي مزدلفة، منى وعرفة.

## التسمية
يبلغ عدد أسماء مكة المكرمة عبر العصور المختلفة أكثر من خمسين اسماً وكنية، إلا أن أصل تسمية مكة مجهول تقريبا، وقد تعددت الفرضيات حول أصل التسمية، فقيل أنها سميت مكة لأنها تمكّ الجبارين أي تذهب نخوتهم، ويقال أيضا أنها سميت مكة لازدحام الناس فيها. يقال أن مكة عرفت بهذا الاسم لأن العرب في الجاهلية كانت تقول بأنه لا يتم حجهم حتى يأتوا الكعبة فيمكون فيها أي يصفّون صفير المكأو، وهو طائر يسكن الحدائق، ويصفقون بأيديهم إذا طافوا حولها. ويرى آخرون أنها سميت بكة لأنه لا يفجر أحد بها أو يعتدي على حرماتها إلا وبكت عنقه. يقول البعض أنها سُميت مكة لأنها كانت مزاراً مقدساً يؤمه الناس من كل الأنحاء للتعبد فيه. أما كلمة بك فتعني في اللغة السامية الوادي، وقد ورد في بعض الكتابات القديمة مدينة تسمى مكربة، وذهب الباحثون إلى أن هذه هي مكة.
اسم مكة مذكور في القرآن مرة واحدة، في سورة الفتح في الآية: ﴿وَهُوَ الَّذِي كَفَّ أَيْدِيَهُمْ عَنْكُمْ وَأَيْدِيَكُمْ عَنْهُمْ بِبَطْنِ مَكَّةَ مِنْ بَعْدِ أَنْ أَظْفَرَكُمْ عَلَيْهِمْ وَكَانَ اللَّهُ بِمَا تَعْمَلُونَ بَصِيرًا﴾،، ولكن سميت بأسماء أو ألقاب أخرى، فسميت بكة في سورة آل عمران في: ﴿إِنَّ أَوَّلَ بَيْتٍ وُضِعَ لِلنَّاسِ لَلَّذِي بِبَكَّةَ مُبَارَكًا وَهُدًى لِّلْعَالَمِينَ﴾، وسميت أم القرى في سورة الأنعام في: ﴿وَهَذَا كِتَابٌ أَنْزَلْنَاهُ مُبَارَكٌ مُصَدِّقُ الَّذِي بَيْنَ يَدَيْهِ وَلِتُنْذِرَ أُمَّ الْقُرَى وَمَنْ حَوْلَهَا﴾، وسميت أيضا البلد الأمين في سورة التين في: ﴿وَالتِّينِ وَالزَّيْتُونِ ۝١ وَطُورِ سِينِينَ ۝٢ وَهَذَا الْبَلَدِ الْأَمِينِ ۝٣﴾ [التين:1–3]، هذا بالإضافة إلى أسمائها الأخرى مثل معاد وتهامة والبيت العتيق والحاطمة وأم زحم والبلدة وغيرها.
من الأسماء الأخرى لمكة، أو الجبال والبرية المحيطة بها، حسب آراء بعض الباحثين المسلمين، هي صحراء فاران أو برية فاران، والتي ذكرت في عدد من أسفار العهد القديم من الكتاب المقدس. تنص التقاليد العربية والإسلامية أن فاران المذكورة إنما يُقصد بها مكة وهي المكان حيث نزل النبي إسماعيل بن إبراهيم وأمه هاجر. يقول ياقوت الحموي أن «فران» كلمة عبرية عُرّبت مع مرور الوقت بفعل التمازج والتفاعل بين العرب واليهود في بعض مواقع شبه الجزيرة العربية. من الأسماء الأخرى لمكة في التوراة: تل فران، وهو اليوم اسم لتل يقع على تخوم المدينة.

## تاريخ مكة

### العصور المبكرة

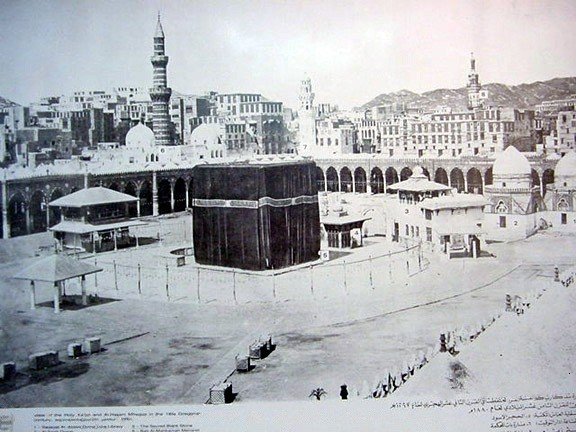
منظر للمسجد الحرام والكعبة المشرفة عام 1880.

يرجع تاريخ تأسيس مكة إلى ما قبل ميلاد النبي إسماعيل وقيامه مع أبيه النبي إبراهيم برفع أساسات الكعبة، وكانت مكة في بدايتها بلدة صغيرة سكنها بنو آدم إلى أن دُمرت، بحسب المعتقد الإسلامي، أثناء الطوفان الذي ضرب الأرض في عهد النبي نوح، وأصبحت المنطقة بعد ذلك وادٍ جاف تحيط بها الجبال من كل جانب، ثم بدأ الناس في التوافد عليها والاستقرار بها في عصر النبي إبراهيم والنبي إسماعيل، وذلك عندما تفجر بئر زمزم عند قدمي النبي إسماعيل، بعدما ترك النبي إبراهيم زوجته هاجر وولده إسماعيل في هذا الوادي الجاف. وبعد ذلك جاء ركب من قبيلة جرهم فسكنوا مكة، وهم أول من عُرف بسكنها، وقامت قبيلة جرهم خلال فترة حكمهم لمكة بدفن بئر زمزم، وأكلوا مال الكعبة الذي يُهدى لها، واستمرت قبيلة جرهم في مكة حتى نهاية القرن الثالث الميلادي، وكان بغي قبيلة جرهم في مكة سببا في قيام بني غبشان من قبيلة خزاعة وبني بكر من قبيلة كنانة بمحاربة جرهم فلما انتصروا على قبيلة جرهم نفوها من مكة فقام سيدها عمرو بن الحارث بن مضاض الجرهمي بدفن غزالي الكعبة وحجر الركن في زمزم قبل خروجه بقومه إلى اليمن. تولت بعد ذلك قبيلة خزاعة حكم مكة واستمرت كذلك ما يقارب ثلاثمئة سنة، وقام سيدها عمرو بن لحي الخزاعي بعبادة الأوثان، فكان أول من غيّر دين النبي إبراهيم وعبد الأوثان في شبه الجزيرة العربية.

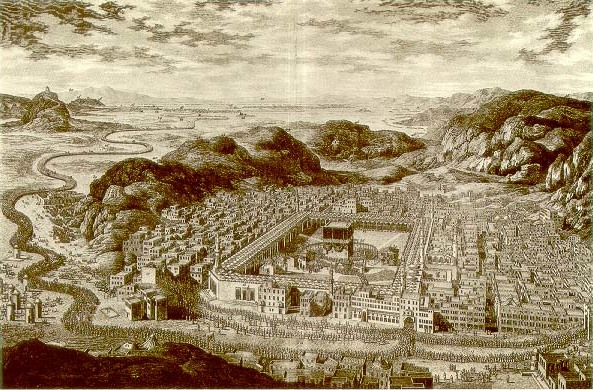
منظر عام للمسجد الحرام عام 1850.

انتقل أمر مكة بعد ذلك من يد قبيلة خزاعة إلى قبيلة كنانة ثم إلى قريش وهي فرع من قبيلة كنانة تنتسب إلى النضر بن كنانة، تحت أمرة «قصي بن كلاب» جد النبي محمد الرابع، وقام ببناء دار الندوة ليجتمع فيها مع رجال قريش، وقام قصي بن كلاب قبل وفاته بتقسيم أمور الحرم على أولاده الأربع، فكانت سقاية البيت والرفادة والقيادة من نصيب ولده «عبد مناف بن قصي» الجد الثالث للنبي محمد. بعد وفاة «عبد مناف بن قصي» تولى قيادة قريش ابنه «هاشم بن عبد مناف»، وبعد وفاته تولى القيادة وسقاية الحرم «عبد المطلب بن هاشم» الذي قام بحفر بئر زمزم مرة أخرى. في ذلك الوقت كان «ابرهة الحبشي» في اليمن قد بنى كنيسة القليس ليحج إليها الناس جميعاً، فلما علم أحد رجال قبيلة كنانة بأمر هذه الكنيسة خرج إليها وأحدث فيها، فلما علم أبرهة أن أحد أهل الحرم قد أحدث في كنيسته غضب وخرج بجيشه المصحوب بالفيلة يريد تدمير الكعبة في مكة وإجبار العرب على الحج إلى كنيسته، وعندما وصل إلى مكة أبت الفيلة التقدم نحو الكعبة، وعندها أرسل الله طيوراً أبابيل تحمل معها حجارة من سجيل فدمرت أبرهه وجيشه، وفق المعتقد الإسلامي، وقد سُمي هذا العام بعام الفيل وهو العام الذي ولد فيه النبي محمد.

### العصر النبوي

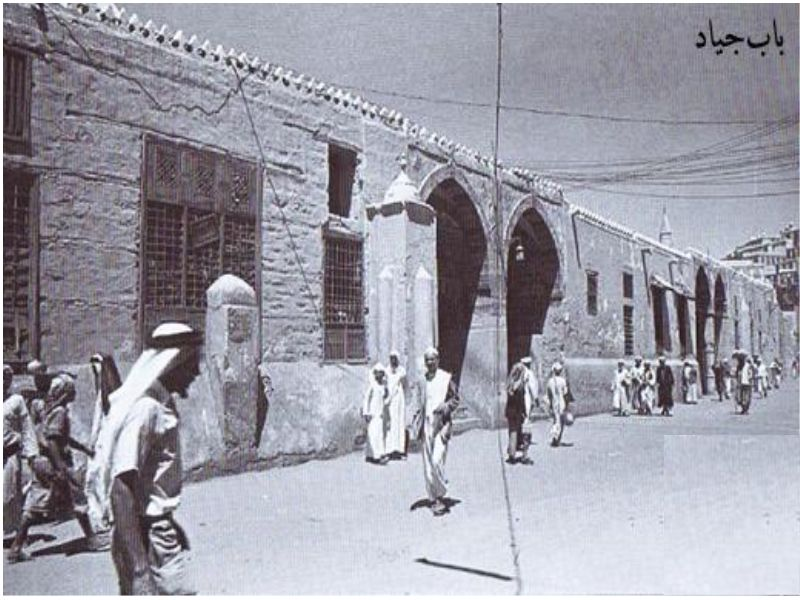
باب جياد، أحد أبواب المسجد الحرام القديمة.

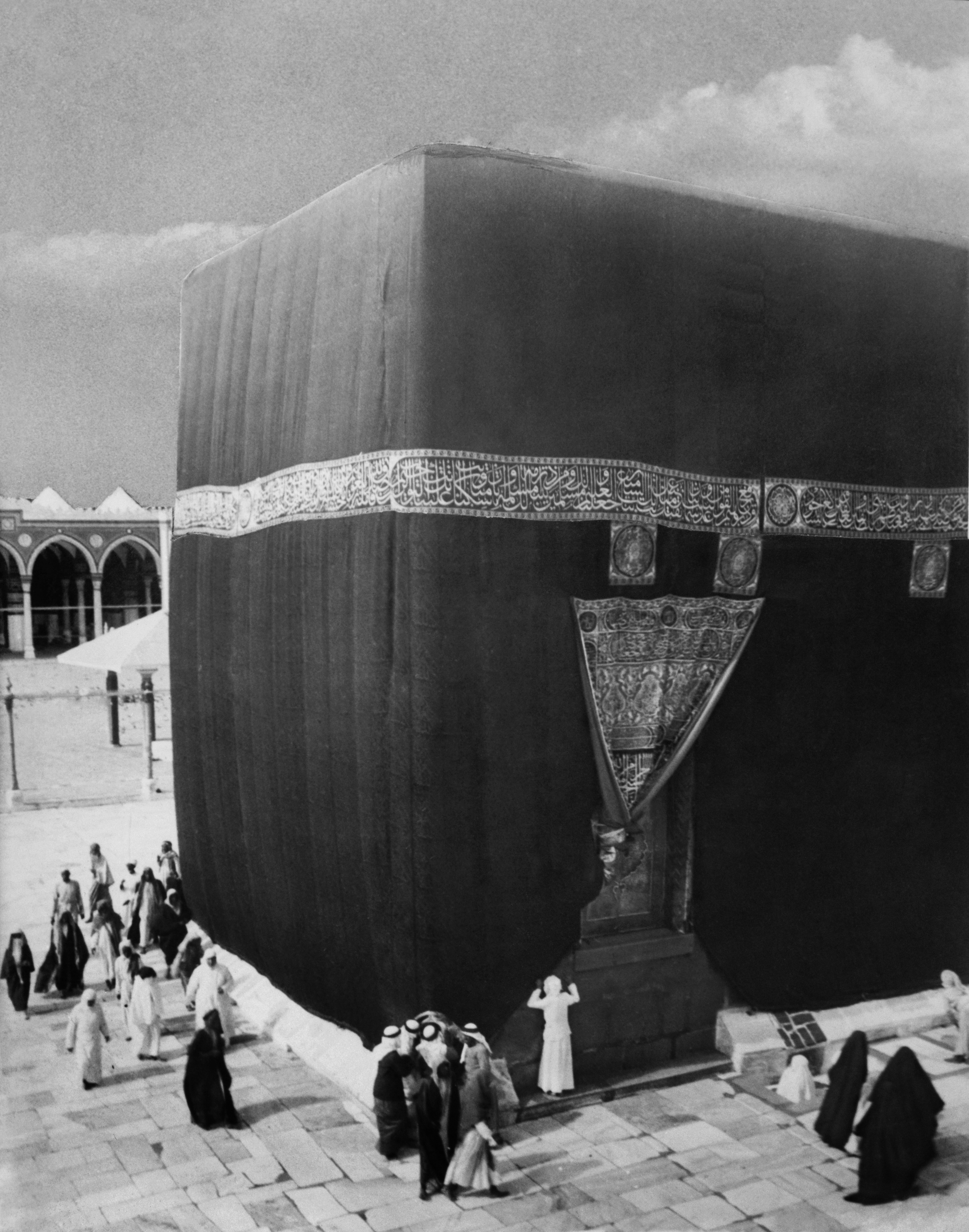
صورة للكعبة حوالي عام 1910.

كانت الجزيرة العربية قبل الإسلام مجموعة من القبائل، وكانت أغلبها تدين بالوثنية مع أقلية تدين باليهودية والمسيحية. وُلد النبي محمد بمكة في عام الفيل الذي يوافق عام 570م، وفي القرن السابع الميلادي ظهر الإسلام في مكة على يد النبي محمد، وبدأ في دعوة الناس إلى الدين الجديد، فأسلم معه أبو بكر الصديق وخديجة بنت خويلد وعلي بن أبي طالب. كانت الدعوة الإسلامية في بدايتها سرية لمدة ثلاث سنوات، وكانت الاجتماعات تتم في دار الأرقم بن أبي الأرقم المخزومي القرشي حتى أمر الله نبيه بالجهر بالدعوة بين الناس، وكانت تلك الدعوة سبباً في إغضاب سادة قريش، فأعد المشركون كافة الأساليب لإحباط هذه الدعوة، فقاموا بتعذيب المسلمين وإيذاء النبي بكافة الوسائل، فكان عم النبي أبو طالب بن عبد المطلب يؤازره ويدافع عنه. لما اشتد أذى المشركين للمسلمين الضعفاء، أمر النبي المسلمين بالهجرة إلى الحبشة، فهاجر بعضهم إلى هناك، حيث رحب بهم «النجاشي» ملك الحبشة ونصرهم. وبعد ازدياد الأذى بالمسلمين وبالنبي، أمرهم الأخير بالخروج إلى يثرب، ثم قام النبي بعد ذلك بالهجرة إلى هناك، وذلك بعدما اتفق مع وفد قبيلتي الأوس والخزرج على نصرته وحمايته.
بعد هجرة النبي محمد إلى المدينة المنورة، حدثت بعض المعارك بين المسلمين وقريش، كانت أولها غزوة بدر عام 2هـ، الموافق 624م، والتي انتهت بانتصار المسلمين، ثم غزوة أحد، وبعد ذلك غزوة الخندق عام 5هـ، حتى جاء شهر شوال عام 6هـ، الموافق 628م، فخرج النبي مع بعض المسلمين في اتجاه مكة لأداء العمرة، وعندما وصلوا إلى منطقة الحديبية رفضت قريش دخول النبي محمد وأصحابه إلى المدينة، وعقدوا بعد ذلك صلح الحديبية الذي نص على وقف القتال وعودة النبي وأصحابه للعمرة في السنة المقبلة، وحرية القبائل في الدخول في تحالف إما مع النبي وإما مع قريش. بعد عقد الصلح اختارت قبيلة خزاعة التي تقطن مكة الانضمام إلى حلف النبي، فيما دخل بنو الدئل بن بكر من قبيلة كنانة في حلف قريش، وقد كانت بين القبيلتين حروب قديمة، فأراد بنو الدئل بن بكر الكنانيين أن يأخذوا بثأرهم القديم من خزاعة، فأغاروا عليها ليلاً وقتلوا منهم الكثير وذلك بمساعدة قريش نفسها، فلما علم النبي بذلك أمر بالاستعداد لفتح مكة وكان ذلك سنة 8هـ، ولما وصل النبي محمد إلى مكة بجيشه دخلها بدون أي قتال، وهدم الأصنام، وعفا عن أهل مكة من المشركين. وعيّن عتاب بن أسيد الأموي القرشي أميراً على مكة، وقد أقام النبي فيها تسعة عشر يوماً فقط، ثم غادرها عائداً إلى المدينة المنورة.

### العصور الوسطى والحديثة

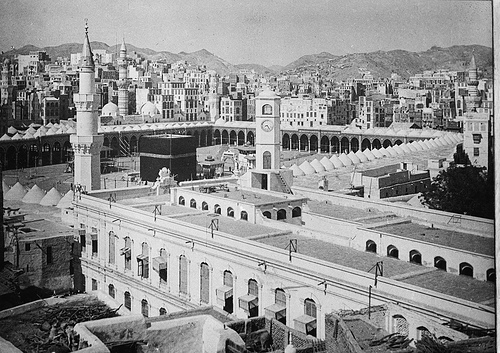
منظر عام للمسجد الحرام والكعبة سنة 1910.

منذ فتح مكة وحتى وفاة النبي محمد عام 11هـ، الموافق 634م، تولى إدارة مكة عتاب بن أسيد الأموي القرشي ولم يرتد أهل مكة حين ارتدت بعض قبائل العرب بعد وفاة النبي محمد، ومرت مكة بمرحلة من الاستقرار منذ بداية خلافة أبو بكر الصديق وعمر بن الخطاب، وانتهت باغتيال عثمان بن عفان عام 35هـ، الموافق سنة 655م، وبدأت مرحلة عدم الاستقرار في خلافة علي بن أبي طالب التي مرت خلالها الدولة الإسلامية بالكثير من الفتن والحروب، أبرزها موقعة الجمل، موقعة صفين، ومعركة النهروان، وخلال هذه المرحلة اغتيل علي بن أبي طالب، وتولى معاوية بن أبي سفيان الخلافة عام 41هـ، الموافق سنة 661م. ولما توفي معاوية كانت مكة مركزاً لانطلاق المعارضة لحكم الأمويين، وذلك عندما رفض الحسين بن علي وعبد الله بن الزبير مبايعة يزيد بن معاوية بن أبي سفيان للخلافة، وقد انتهت هذه المعارضة بمقتل الحسين بن علي في معركة كربلاء، ومقتل عبد الله بن الزبير الذي كان قد تولى الخلافة في مكة بعد هجوم الحجاج بن يوسف الثقفي عامل عبد الملك بن مروان على مكة ومحاصرتها عام 73هـ، الموافق عام 692م. قام الأمويون خلال حكمهم لمكة بالعديد من الإصلاحات مثل شق الطرق، والاهتمام بالأمور الدينية والعلمية، ولعل أبرز هذه الإصلاحات كان عام 91هـ عندما تم توسعة المسجد الحرام وتسقيف أروقته على يد الخليفة الأموي عبد الملك بن مروان.

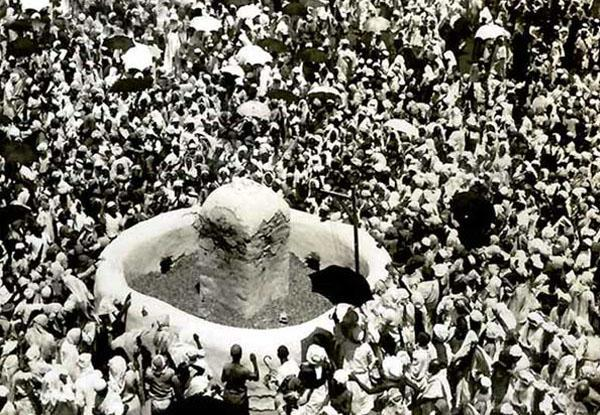
الجمرات قديمًا.

عاشت مكة تحت حكم الخلافة الأموية حتى عام 132هـ، الموافق سنة 750م، عندما قامت الخلافة العباسية على يد أبُو العبَّاس السفَّاح، وقد اهتم العباسيون بعمارة المسجد الحرام حيث تم توسعة المسجد في عهد أبُو جَعْفَر المَنْصُور، ولعل أبرز الأحداث التي مرت بها مكة في هذه الفترة استيلاء القرامطة عليها وسرقتهم للحجر الأسود عام 317هـ، الموافق عام 929م، ولكن تمت إعادته عام 330هـ، الموافق سنة 941م. بعد خروج مكة من نفوذ الدولة العباسية، خضعت المدينة لسيطرة الكثير من الدول مثل الدولة الإخشيدية، الدولة الفاطمية، الدولة الأيوبية، والدولة العثمانية التي كان من أهم إنجازاتها إنشاء سكة حديد الحجاز إلى عام 597هـ، الموافق سنة 1200م، عندما أجلاهم أشراف مكة من بني هاشم من مكة وتولوا حكمها وإدارتها. وكان حكم بني هاشم لمكة قديما بدأ على يدي جعفر بن محمد بن الحسين بن محمد بن موسى الحسني القرشي، وقد استمر حكم أسرهم المتعاقبة لمكة حتى قيام الدولة السعودية الثالثة على يد الملك عبد العزيز بن عبد الرحمن آل سعود عام 1351هـ، الموافق عام 1932م.

### المرحلة المعاصرة

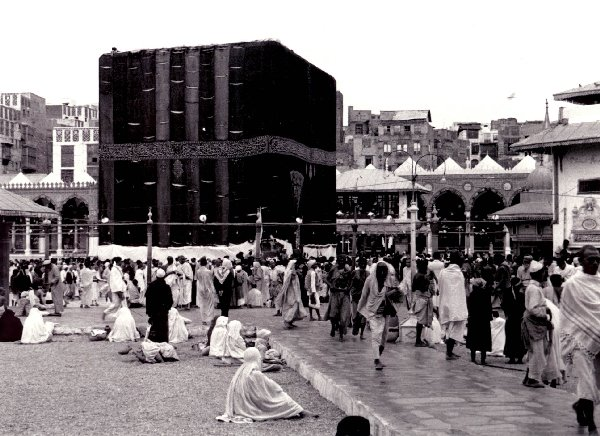
المسجد الحرام والكعبة المشرفة عام 1937.

في يونيو من عام 1916 اندلعت الثورة العربية الكبرى بقيادة الشريف حسين بن علي حاكم مكة وبمساعدة من بريطانيا ضد الدولة العثمانية وذلك أثناء الحرب العالمية الأولى، وتمكن أفراد القبائل الذين انضموا إلى الثورة من تفجير خط سكة حديد الحجاز بمساعدة ضابط المخابرات البريطاني «إدوارد لورنس» المعروف بلقب لورنس العرب، الأمر الذي أدى إلى منع وصول الدعم العثماني وانسحاب الجيش العثماني. على إثر ذلك أعلن الشريف حسين بن علي عن قيام مملكة الحجاز. واستمرت هذه المملكة قائمة حتى سقوطها عندما دخل الملك عبد العزيز آل سعود مكة في 17 ربيع الأول 1343هـ، الموافق 16 أكتوبر 1924، مع جيشه وجيوش حلفائه من قادة إخوان من طاع الله ومن أبرزهم سلطان بن بجاد وخالد بن لؤي وعقاب بن محيا، وذلك بعد انتصارهم على جيش الشريف حسين بن علي فرحل الشريف حسين بعد ذلك إلى جدة ومنها إلى العقبة التي يحكمها ولده عبد الله الأول بن الحسين وتولى ابنه علي بن الحسين حكم مكة لفترة استمرت عاماً واحداً، ثم رحل إلى العراق، وتم تعيين الأمير فيصل بن عبد العزيز آل سعود حينها كأول أمير على مكة من أسرة آل سعود.

جانب من تظاهرات الحجاج الإيرانيين.

اهتم القادة السعوديون بتطوير مكة وتوسعة وتحسين المسجد الحرام، فتمت توسعة المسجد في عهد الملك سعود بن عبد العزيز آل سعود عام 1375هـ، الموافق سنة 1955م، ثم في عهد الملك خالد بن عبد العزيز آل سعود، ونتجت عن هذه التوسعة زيادة الأماكن المخصصة للمصلين من 50 ألف مصل إلى 300 ألف مصل، واستغرق إنجاز هذه التوسعة حوالي عشر سنوات وتلتها توسعة الملك فهد ومؤخرا توسعة الملك عبد الله. مرت مكة في العصر الحديث بالعديد من الأحداث البارزة مثل حادثة الحرم المكي حيث قام المدعو جهيمان العتيبي باقتحام المسجد الحرام في 1 محرم 1400هـ، الموافق 20 نوفمبر 1979م، ومعه 200 مسلح في محاولة منهم لقلب نظام الحكم في السعودية، وسيطر المسلحون على إذاعة المسجد الداخلية وتحصنوا في المآذن وأغلقوا أبواب الحرم واستمر الحصار لمدة أسبوعين كاملين حتى اقتحمت قوات الأمن السعودية المسجد الحرام في 14 محرم 1400هـ، الموافق 4 ديسمبر 1979، بمساعدة فرقة قوات خاصة باكستانية وفريق استشاري فرنسي، وتم استعادة السيطرة على المسجد، وأسفرت حصيلة العمليات عن مقتل 255 شخصاً وإصابة ما يقارب 560 آخرين.
لم يكن استيلاء جهيمان وجماعته على المسجد الحرام الحادث البارز الوحيد في تاريخ مكة الحديث، ففي 31 يوليو 1987 قام بعض الحجاج الإيرانيين بمظاهرات عارمة أثناء موسم الحج منددة بالولايات المتحدة عُرفت بأحداث مكة 1987، وقاموا بسد الطرقات وإحراق السيارات ومنع الحجاج الآخرين والأهالي من الذهاب إلى وجهاتهم، فحاول بعض الحجاج التدخل لتهدئة الإيرانيين وفض المظاهرات لكنهم رفضوا هذا المطالب، ثم بدأ المتظاهرون في التوجه إلى المسجد الحرام رافعين شعارات الثورة الإسلامية في إيران وصور مرشدها العام آية الله الخميني، فتدخلت قوات الأمن السعودية لإنهاء تلك التظاهرات. أسفرت هذه المواجهات بين قوات الأمن السعودية والمتظاهرين الإيرانيين عن مقتل 402 شخصاً (275 من الحجاج الإيرانيين، 85 من السعوديين، 45 حاجاً من بلدان أخرى)، وعن إصابة 649 شخصاً (303 من الحجاج الإيرانيين، 145 من السعوديين، 201 حاجاً من بلدان أخرى).

## الجغرافيا

### المناخ
يسود مكة المناخ الصحراوي الحار مثل أغلب مدن شبه الجزيرة العربية، ونظراً لوجود مكة بالمنطقة المدارية، وبُعدها النسبي عن ساحل البحر الأحمر فهي تتميز بمناخ جاف نسبياً، وترتفع درجة حرارتها كثيراً في فصل الصيف فتصل في شهر يونيو إلى ما يقارب 47° مئوية، أما في فصل الشتاء فتختلف مكة عن باقي مدن الجزيرة العربية، فهي تتميز بمناخ دافئ وتتراوح درجة الحرارة بين 25° مئوية نهاراً و17° مئوية ليلاً، أما الأمطار فيكثر هطولها في شهور نوفمبر، ديسمبر، ويناير ويبلغ المعدل السنوي لهطول الأمطار في مكة ما بين 25 و80 مليمترا. بالنسبة للرياح فتهب من الاتجاهات الشمالية والشمالية الغربية والجنوبية الغربية، وتبلغ متوسطة سرعتها ما بين 3 و36 عقدة. بالنسبة للرطوبة فهي متوسطة أغلب أوقات السنة ويبلغ متوسط معدلها ما بين 32 و57%.
| البيانات المناخية لـمكة           | البيانات المناخية لـمكة | البيانات المناخية لـمكة | البيانات المناخية لـمكة | البيانات المناخية لـمكة | البيانات المناخية لـمكة | البيانات المناخية لـمكة | البيانات المناخية لـمكة | البيانات المناخية لـمكة | البيانات المناخية لـمكة | البيانات المناخية لـمكة | البيانات المناخية لـمكة | البيانات المناخية لـمكة | البيانات المناخية لـمكة |
| الشهر                             | يناير                   | فبراير                  | مارس                    | أبريل                   | مايو                    | يونيو                   | يوليو                   | أغسطس                   | سبتمبر                  | أكتوبر                  | نوفمبر                  | ديسمبر                  | المعدل السنوي           |
| --------------------------------- | ----------------------- | ----------------------- | ----------------------- | ----------------------- | ----------------------- | ----------------------- | ----------------------- | ----------------------- | ----------------------- | ----------------------- | ----------------------- | ----------------------- | ----------------------- |
| الدرجة القصوى °م (°ف)             | 37.0 (98.6)             | 38.3 (100.9)            | 42.0 (107.6)            | 44.7 (112.5)            | 49.4 (120.9)            | 49.4 (120.9)            | 49.8 (121.6)            | 49.6 (121.3)            | 49.4 (120.9)            | 46.8 (116.2)            | 40.8 (105.4)            | 37.8 (100.0)            | 49.8 (121.6)            |
| متوسط درجة الحرارة الكبرى °م (°ف) | 30.2 (86.4)             | 31.4 (88.5)             | 34.6 (94.3)             | 38.5 (101.3)            | 41.9 (107.4)            | 43.7 (110.7)            | 42.8 (109.0)            | 42.7 (108.9)            | 42.7 (108.9)            | 39.9 (103.8)            | 35.0 (95.0)             | 31.8 (89.2)             | 37.9 (100.3)            |
| المتوسط اليومي °م (°ف)            | 23.9 (75.0)             | 24.5 (76.1)             | 27.2 (81.0)             | 30.8 (87.4)             | 34.3 (93.7)             | 35.7 (96.3)             | 35.8 (96.4)             | 35.6 (96.1)             | 35.0 (95.0)             | 32.1 (89.8)             | 28.3 (82.9)             | 25.5 (77.9)             | 30.7 (87.3)             |
| متوسط درجة الحرارة الصغرى °م (°ف) | 18.6 (65.5)             | 18.9 (66.0)             | 21.0 (69.8)             | 24.3 (75.7)             | 27.5 (81.5)             | 28.3 (82.9)             | 29.0 (84.2)             | 29.3 (84.7)             | 28.8 (83.8)             | 25.8 (78.4)             | 22.9 (73.2)             | 20.2 (68.4)             | 24.6 (76.2)             |
| أدنى درجة حرارة °م (°ف)           | 11.0 (51.8)             | 10.0 (50.0)             | 13.0 (55.4)             | 15.6 (60.1)             | 20.3 (68.5)             | 22.0 (71.6)             | 23.4 (74.1)             | 23.4 (74.1)             | 22.0 (71.6)             | 18.0 (64.4)             | 16.4 (61.5)             | 12.4 (54.3)             | 10.0 (50.0)             |
| معدل هطول الأمطار مم (إنش)        | 20.6 (0.81)             | 1.4 (0.06)              | 6.2 (0.24)              | 11.6 (0.46)             | 0.6 (0.02)              | 0.0 (0.0)               | 1.5 (0.06)              | 5.6 (0.22)              | 5.3 (0.21)              | 14.2 (0.56)             | 21.7 (0.85)             | 21.4 (0.84)             | 110.1 (4.33)            |
| متوسط أيام هطول الأمطار           | 4.1                     | 0.9                     | 2.0                     | 1.9                     | 0.7                     | 0.0                     | 0.2                     | 1.6                     | 2.3                     | 1.9                     | 3.9                     | 3.6                     | 23.1                    |
| متوسط الرطوبة النسبية (%)         | 58                      | 54                      | 48                      | 43                      | 36                      | 33                      | 34                      | 39                      | 45                      | 50                      | 58                      | 59                      | 46                      |
| المصدر:                           |                         |                         |                         |                         |                         |                         |                         |                         |                         |                         |                         |                         |                         |

### الجيولوجيا
تقع مكة ضمن إقليم تهامة غرب شبه الجزيرة العربية على بعد 80 كم من البحر الأحمر ضمن تشكيلات الدرع العربي المكون من صخور متحولة، صخور جوفية اندساسية، وصخور جرانيتية، أما أوديتها فتغطيها ترسبات الحصى والرمل، ومعظم هذه الأودية التي تتشكل منها مكة تتبع في تكوينها حركات الصدوع والانكسارات التي مرت بالدرع العربي خلال الأزمنة الجيولوجية القديمة. يبلغ ارتفاع مكة حوالي 277 متراً فوق مستوى سطح البحر.

### الجبال
- جبال ثبير: وهي مجموعة من جبال مكة متصله ببعضها تقع شرق المسجد الحرام، ويبعد عنه نحو أربعة كيلومترات، وهو يحد منى من الناحية الشمالية الشرقية في الجهة المقابلة لجبل النور، ويطل على جمرة العقبة وعلى مسجد الخيف حتى يصل إلى أواخر منى قرب مزدلفة، ويصل ارتفاعه إلى 856 مترًا.[58] وسُمي هذا الجبل على اسم رجل من هذيل اسمه ثبير وكان في عصر الجاهلية قد مات فيه فعُرف المكان باسمه.[59]
- جبل النور: من أبرز معالم مكة، إذ يضم غار حراء[60] وهو الغار الذي كان يتعبد به النبي محمد قبل البعثة، وفيه أيضاً نزل الوحي، يبلغ ارتفاع هذا الجبل 642 متراً[60] وتبلغ مساحته حوالي 5250م².وسمي بجبل النور لظهور أنوار النبوة فيه حيث كان النبي يتعبد في غار حراء قبل البعثة، وكان نزول الوحي عليه لأول مرة [58]
- جبل ثور: أحد جبال وسط مكة ومن أبرز معالمها، يضم غار ثور الذي مكث فيه النبي محمد وصاحبه أبو بكر ثلاث ليال أثناء الهجرة إلى يثرب،[61] يبلغ ارتفاع قمته 750 متراً، ويمتد من الشمال إلى الجنوب على مسافة 4123 متراً.
- جبل عمر: أحد جبال مكة، يتم حالياً إزالة أجزاء واسعة منه لإقامة مشروع يضم العديد من الفنادق والوحدات السكنية، يسمى مشروع تطوير جبل عمر. ونسبه أسم هذا الجبل الى أسم عمر بن الخطاب [58]
- جبل خندمة: أحد جبال مكة يقع في الجهة الجنوبية الشرقية من المسجد الحرام، يمتد في اتجاه طولي من الشمال إلى الجنوب بطول يتجاوز 3 كيلومترات، ويبلغ ارتفاعه 420 متراً ويبلغ عرض الجبل بالأجزاء الوسطى حوالي 800 متراً.
- جبل عرفة: أحد جبال مكة يقع على بعد 20 كيلومتر شرق المدينة، ويعد من أهم معالم مكة، إذ تُقام عنده أهم مناسك الحج وهي يوم عرفة التي تكون في يوم التاسع من شهر ذو الحجة.
- جبل أبي قبيس: أحد جبال مكة، يقع في الجهة الشرقية من المسجد الحرام، سُمي بهذا الاسم لأن رجلاً يدعى «أبو قبيس» أول من قام بالبناء فوقه، ويبلغ ارتفاعه حوالي 420 متراً.
- جبل قعيقعان: يُسمى أيضاً «جبل قرن»، يقع في الجهة الغربية من المسجد الحرام، يمتد من حارة الباب إلى القرارة، ويبلغ ارتفاعه حوالي 430 متراً.
- جبل الطارقي: الواقع في شرق مشعر منى، والذي يبلغ ارتفاعه 900 متر وهو أعلى قمة في جبال مكة.

### الأودية
تضم مكة الكثير من الأودية بحكم موقعها في شبه الجزيرة العربية، ومن أبرز هذه الأودية:
| - وادي فاطمة. - وادي نعمان. - وادي عرنة. - وادي الجعرانة. - وادي ملكان. - وادي البيضاء. - وادي الليث. | - وادي فخ. - وادي محسر. - وادي الجن. - وادي إبراهيم. - وادي إدام. - وادي رهاط. - وادي يلملم. | - وادي بكة. - وادي التنعيم. - وادي حنين. - وادي سرف. - وادي نخلة - وادي ضيم. - وادي مركوب. |

## السكان
بلغ عدد سكان مدينة مكة 2,385,509 نسمة حسب تعداد السعودية 2022، عدد السعوديين منهم 1,062,138 نسمة، وعدد غير السعوديين 1,323,371 نسمة. فيما بلغ عدد سكان مكة بحسب إحصائيات عام 2015، حوالي 1,578,722 نسمة موزعين على أحياء مكة القديمة والجديدة. تنقسم الأسر في مكة إلى نوعين: أسر نووية وأسر ممتدة، تبلغ نسبة الأسر الممتدة في مكة حوالي 11% من إجمالي الأسر، في حين تبلغ الأسر النووية نسبة 89% الباقية، ومعظم المواطنون السعوديين فيها ينتمون الى سكانها الأصليين من القبائل العربية مثل هذيل وكنانة وقريش والأشراف (بني هاشم) وخزاعة وحرب وغيرهم وهم يشكلون النسبة الأكبر من سكان مكة. حسب تعداد السعودية 2022 فإن 44.5% من سكان مكة من السعوديين، وأن نسبة 55.5% هم من غير السعوديين. وتحتل أكبر ثماني جاليات في مكة 75% من الإجمالي، وهم اليمنيون، الباكستانيون، المصريون، البورماويون، البنغاليون، النيجيريون، السودانيون، والماليون. يبلغ عدد الأسر في مكة 587,357 أسرة. وتتراوح أحجام النسبة الأكبر من الأسر بين فردين إلى سبعة أفراد، حيث تمثل هذه الأحجام 73.2% من الإجمالي، أما الأسر ذات الحجم الكبير التي تضم أكثر من عشرة أفراد فنسبتها لا تتجاوز 4% فقط. تسكن النسبة الأكبر من أسر مكة في شقق بعمارات أو منازل، حيث تبلغ هذه النسبة ما يُقارب 64.4%، وتبلغ نسبة من يقيمون في منازل شعبية 13% تقريبا، وهناك نسبة 10% من الأسر تسكن في فلل مستقلة. 20% من مساكن مكة تبلغ مساحتها أقل من 100م²، وحوالي 64.6% من المساكن مساحتها أقل من 200م²، أما المساكن التي تبلغ مساحتها 400م² وأكثر فتمثل نسبة 15% تقريباً. تبلغ نسبة السكان الذين يقيمون في مساكن ملك لهم 46% تقريباً من إجمالي عدد السكان، وتبلغ نسبة من يقيمون في مساكن مستأجرة حوالي 51%، وتبلغ نسبة السكان الذين تصل إليهم مياه الشبكة العامة للشرب حوالي 76% من الإجمالي، في حين أن 24% يحصلون على المياه من الآبار وعربات النقل وبعض المصادر الأخرى.

## الاقتصاد
أفاد موقع مكة الاستراتيجي بوصفها محطة للقوافل بين الشمال والجنوب أيام الجاهلية في إمساكها بزمام التجارة بين أطراف شبه الجزيرة العربية وبين الطرفين المتنافسين، أي الفرس والروم، كما أفادت مكة من الأسواق التي أقامتها للتجارة ولاتخاذها منتديات أدبية وأشهر أسواق مكة في الجاهلية ثلاثة هي سوق عكاظ وسوق مجنة وسوق ذي المجاز، وتمتعت مكة بظروف اقتصادية جيدة إلى حد ما من خلال مزاولتها للتجارة الداخلية والخارجية، وتمكن أهلها من تحقيق ثروات كبيرة من هذه التجارة عوضتهم عن فقر البيئة التي تحيط بالمدينة، و كان أهل مكة أكثر سكان شبه الجزيرة العربية قبل الإسلام براعة في استثمار الأموال والنقود، فقد كانوا يستثمرون رؤوس أموالهم في التجارة وفيما يمكن تسميته بالأعمال المصرفية كالربا أو المضاربة، كما أنهم وظَّفوا أموالهم في المشاريع الصناعية أو الزراعية، بحيث يتفقون على ربح ثابت أو نسبة من الأرباح دون تحمل أي خسائر  و قد استطاع تجار مكة إنشاء علاقات تجارية مع كل من الأحباش والمصريين مستفيدين من اقترابها من البحر الأحمر، حيث استخدموا سفناً تجارية تعمل لحسابهم. يعتمد اقتصاد مكة الحديث بشكل رئيسي على محورين أساسيين هما المواسم الدينية والإنفاق الحكومي، يُشكل موسم الحج والعمرة مصدر دخل أساسي لأهل مكة، وتُعد السلع والخدمات التي توفرها مدينة مكة لزوار المسجد الحرام، بمثابة صادرات غير منظورة، إذ أن أغلب زوار مكة يحرصون على شراء بعض الذكريات أو الهدايا لأحبائهم. أما المحور الآخر في الاقتصاد المكي هو الإنفاق الحكومي. تُقدّر الميزانية السنوية التي تخصصها الحكومة السعودية لأمانة العاصمة المقدسة بحوالي 50 مليون دولار أمريكي، يتم صرفها في الخدمات الأساسية من بنية تحتية، تطوير وتنفيذ المخططات التنموية، بناء المساكن، تشييد الطرق، فضلاً عن العناية بالمسجد الحرام والمشاعر المقدسة وما تتضمنه من توسعات وتجديدات وإصلاحات.

### المشاريع التنموية
- مشروع تطوير منطقة الشامية: هو أحد المشاريع المقامة حالياً في حي الشامية، يهدف هذا المشروع إلى تطوير بيئة عمرانية تتناسب مع طبيعة المسجد الحرام،[68] والتكامل مع المخطط الهيكلي لتطوير المنطقة المركزية لمكة، وإعادة هيكلة شبكة الطرق بغرض توسيع ساحات الحرم لاستيعاب أكبر عدد من المصلين وتأمين السلامة العامة للمقيمين والزائرين،[69] وذلك عن طريق فصل حركة المشاة عن حركة السيارات، خروج آمن وسريع لحشود الحجاج من الجهة الشمالية للحرم، والتخفيف من ضغط التطوير العمراني في المنطقة الواقعة على حدود الحرم مباشرة.[70]
- مشروع جبل عمر: يُقام هذا المشروع فوق جبل عمر في الاتجاه الغربي من المسجد الحرام، ويُغطي مساحة تبلغ حوالي 230000 متر مربع،[71] ويحد الموقع شرقا شارع إبراهيم الخليل والذي يلتف شمالا ليصبح أم القرى، ويهدف هذا المشروع إلى تعمير المناطق المطلة على الحرم بمكة، وتملك العقارات المطلة على الحرم وتطويرها وإدارتها واستثمارها وتأجيرها،[72] وتنفيذ كافة الأعمال الهندسية والمعمارية اللازمة للمسح والتشييد والبناء والصيانة والهدم،[73] وتوفير المساحات السكنية والتجارية الملائمة مع ما تتطلبه من مرافق وخدمات.
- مشروع جبل خندمة: هو أحد المشاريع المقامة حالياً في مكة، يمتاز موقع جبل خندمة بقربة من الحرم إذ تقع أرضه بين الدائرين الأول والثاني،[74] ويتمتع بإطلاله على الناحية الغربية للحرم والمسعى، وتبلغ مساحة المشروع الأساسية 125 ألف متر مربع،[74] يطل السفحان الشمالي والغربي من الجبل على الدائري الثاني ومدينة مكة ويطل الجانب الجنوبي منه على أنفاق طريق الملك عبد العزيز وشارع أجياد السد والطريق الدائري الأول.[74]
- توسعة الملك عبد الله للمسجد الحرام: تشمل إضافة ساحات شمالية للحرم بعمق 380 مترا تقريبا وأنفاقاً للمشاة ومحطة للخدمات بمساحة ثلاثمئة ألف متر مسطح تقريبا،[75] وقد تم تكليف مجموعة بن لادن السعودية بتنفيذ أعمال التوسعة، ويتم حالياً إزالة قرابة 1000 عقار لصالح هذا المشروع الهادف إلى زيادة الطاقة الاستيعابية للمسجد الحرام. المنطقة التي شملتها قرارات الإزالة تأخذ شكلا هلاليا تبدأ من فندق نجد بالغزة مروراً بالقرارة وقلعة فلفل ومدرسة عرفات حتى مركز الهلال الأحمر بحارة الباب، وهذه المنطقة ذات طبيعة جبلية بها فنادق ودور سكنية يصل ارتفاعها بحده الأقصى 20 طابقاً وتلاصق المسجد الحرام، وسيتم تنفيذ مشاريع قطع صخري بهذه المنطقة.[76]
- مشروع وجهة مسار: يهدف المشروع لتحقيق مستهدفات رؤية السعودية 2030 في خدمة 30 مليون زائر لمكة سنويا وفق برنامج خدمة ضيوف الرحمن. يحتوي المشروع على خيارات سكنية متنوعة عبر 117 برجا فندقيا بطاقة استيعابية تصل إلى 40 ألف غرفة فندقية. سيضم المشروع أيضا 82 برجا سكنيا بالاضافة إلى 3 مبان تجارية توفر 862 مكتبا و 1395 محلا. وحسب خطة المشروع هنالك مركزا تجاريا سيكون الأكبر في مكة باسم مسار مول.[77] يقع المشروع بداية من تقاطع الدائري الثالث مع طريق جدة السريع بمسافة 100 متر عن قطار الحرمين وصولا إلى المنطقة المركزية للمسجد الحرام بمسافة تبعد 550 متر عن المسجد الحرام. تبلغ مساحة المشروع 1.2 كم مربع، ويحتوي على طريق مشاة بعرض 60 مترا وبطول 3.6 كم بالإضافة إلى 15 ممر مشاة فرعي. يتضمن المشروع أيضا شارعين رئيسيسن بعرض 80 مترا وشبكة حافلات بعدد 11 محطة و6 أنفاق للسيارات.[78] ينفذ المشروع شركة أم القرى للتنمية والإعمار، بإشراف هيئة تطوير منطقة مكة المكرّمة. وتقدر تكلفة المشروع الذي يتوقع اكتماله في عام 2030 ب 100 مليار ريال.[79][80]
- مشروع الملك عبدالله لسقيا زمزم: يقع المشروع في حي كدي، وقد افتتحه الملك عبدالله في 24 رمضان عام 1431 هـ الموافق 3 سبتمبر 2010.[81] يوفر المشروع عبوات ماء زمزم بسعة 5 لترات، بقدرة إنتاج تصل إلى 200 ألف عبوة يوميًا، وبلغت تكلفة المشروع 700 مليون ريال.[82]
- الطريق الدائري الرابع: ساهم المشروع في تحسين انسيابية الحركة المرورية في مدينة مكة، حيث يلتف الطريق حول المدينة بطول 65 كيلومترًا وعرض 100 متر. بلغت تكلفة المشروع 9 مليارات ريال.[83]

## المدينة الحديثة

### التقسيم الإداري
تُقسم مكة إدارياً إلى عشرة بلديات فرعية وتُقسم كل بلدية من هذه البلديات إلى أحياء، وتتميز أحياء مكة بتنوعها بين أحياء تاريخية تمتد جذورها إلى حقب الجاهلية ما زالت تحتفظ بأسمائها وأخرى حديثة نشأة مع التطور العمراني وهي:
- بلدية أجياد الفرعية: وتمتد من شعب عامر شمالا إلى مواقف كدي جنوباً، ومن أجياد السد وأنفاق الملك عبد العزيز شرقاً حتى شارع إبراهيم الخليل غرباً. وتضم أحياء المسفلة، أجياد، الطندباوي، وجبل عمر.
- بلدية الشرائع الفرعية: تمتد من بلدية الجموم وبلدية العمرة شمالاً، إلى الجبال الفاصلة بين العزيزية والشرائع جنوباً، ومن نطاق بلدية الشرائع الفرعية شرقاً، إلى بلدية المعابدة وبلدية العمرة غرباً. وتضم حي الشرائع.
- بلدية المعابدة الفرعية: تمتد من شارع الحجون ومخطط السفياني شمالاً، إلى أحياء الروضة والششة جنوباً، ومن جسر المعيصم ووادي جليل شرقاً، إلى أحياء ريع ذاخر، الجميزة غرباً. وتضم أحياء الجميزة، ريع ذاخر، الخنساء، الملاوي، جبل النور، المعيصم، وادي جليل، الغسالة، شارع الحج، الششة، الروضة.
- بلدية العزيزية الفرعية: تمتد من الششة وأسواق بن داوود شمالاً، إلى طريق الهدا والطريق الدائري الرابع جنوباً، ومن قمم الجبال الفاصلة بين المشاعر المقدسة والعزيزية شرقاً، إلى بطحاء قريش وجبل ثور غرباً. وتضم أحياء العزيزية، المرسلات، الجامعة، النسيم، العوالي.
- بلدية المسفلة الفرعية: تمتد من الطريق الدائري الثاني وطريق أم القرى شمالاً، إلى الطريق الدائري الثالث ماراً بمواقف حجز السيارات بكدي جنوباً، ومن طريق الأمير متعب بن عبد العزيز شرقاً، إلى الطريق الدائري الثالث غرباً. وتضم أحياء المسفلة، النكاسة، كدي القديمة، الهجرة، جبل غراب، حي الحسنان.
- بلدية العتيبية الفرعية: تمتد من شارع الحج مع امتداد الطريق الدائري الثالث عبر المنفذ حتى سوق الحجاز شمالاً، إلى أنفاق السليمانية حتى تقاطع شارع المنصور مع طريق أم القرى جنوباً، ومن السليمانية وجبل السيدة شرقاً، إلى مخطط الصبان ومخطط القزاز غرباً. وتضم أحياء الحجون، الأندلس، العتيبية، البيبان، الشهداء، الزهراء، النزهة، الضيافة، الزاهر.
- بلدية الشوقية الفرعية: وتمتد من الطريق الدائري الثالث شمالاً، إلى حدود بلدية الليث جنوباً، ومن حي العزيزية شرقاً، إلى طريق جدة السريع ومنطقة الشميسي غرباً. وتضم أحياء الزهور، الكعكية، العكيشية، الأشراف، السبهاني، الخالدية، الشوقية، المحمدية، الشافعي، إسكان الملك فهد، الهدا، الوسيق، بطحاء قريش، الهجرة، كدي، الحسينية، ولي العهد، السلولي، أم الكتاد، الرأفة، الخياط، بن يعقوب، المروة.
- بلدية الغزة الفرعية: تمتد من الطريق الدائري الثاني شمالاً إلى المسجد الحرام جنوباً، ومن جبل خندمة شرقاً حتى شارع المنصور والتقاطع مع شارع أم القرى غرباً. وتضم أحياء شعب عامر، شعب علي، القرارة، النقا، حارة الباب، الشامية، جرول، التيسير، ميدان الغزاوي، القشلة، حارة السادة، الروائع.
- بلدية العمرة الفرعية: تمتد من حجز السيارات النوارية شمالاً، إلى وزارة الحج سابقاً جنوباً، ومن طريق أم الجود شرقاً، إلى منطقة الشميسى وطريق مكة جدة السريع. ويضم هذا البلدية العديد من المعالم مثل طريق مكة جدة السريع، بوابة مكة على هذا الطريق، مسجد التنعيم، ومصنع كسوة الكعبة في أم الجود.
- بلدية بحرة الفرعية: تمتد من شارع مخطط بن لادن شمالاً، إلى شارع مصنع العمودي جنوباً، ومن شارع الحديقة شرقاً، إلى شارع مدرسة بحرة الثانوية غرباً.

### الحدائق العامة والأماكن الترفيهية
تضم مكة الكثير من الحدائق العامة، يبلغ عددها ما يقارب 476 حديقة بإجمالي مساحة 2074429م²، منها 170 حديقة تضم ألعاباً للأطفال. من أهم الحدائق العامة الموجودة في مكة، حديقة المسفلة، تبلغ مساحتها حوالي 23000م² وتقع في حي المسفلة، حديقة الرصيفة، حديقة شبه الجزيرة العربية وهي واحدة من أكبر حدائق مكة حيث تبلغ مساحتها حوالي 170000م²، وتقع على الطريق الدائري الثالث، حديقة بدر، الحديقة الرخامية، حديقة الكعكية، ومشتل أمانة العاصمة المقدسة وهو المصدر الأساسي للأشجار والنخيل في حدائق مكة، وتبلغ مساحته حوالي 225000م². بالنسبة للأماكن الترفيهية فتضم مكة العديد من الملاهي الترفيهية من أهمها حديقة الطفل، ملاهي الحكير، ملاهي درة النعمان، ملاهي بدر، وملاهي مكة مول، وملاهي المسفلة، إضافةً إلى 10 ممرات مشاة بطول تقديري 9575م، وإضافة إلى أربعة أندية رياضية. كما توجد متاحف متنوعة في مكة المكرمة وأهمها متحف برج الساعة، حيث يعرض رحلة الكون من بدايته إلى أن تم إنشاء برج الساعة، ويقع في الدور P9، ويجب شراء التذاكر قبل الصعود للمتحف، كذلك متحف كسوة الكعبة المشرفة في طريق أم الجود، بالإضافة لمتحف ومعرض أصحابي، في ساحة الخليل بجبل عمر، متحف مكة في طريق الزاهر مبنى أثري تم ترميمه وتحويله إلى متحف يحوي العديد من الآثار التي يعود تاريخها إلى ما قبل الميلاد، كما يحوي على جزء كبير من الآثار المتأخرة.

### الأسواق والمراكز التجارية
يقوم اقتصاد مكة بشكل رئيسي على بيع السلع والمنتجات لأهل المدينة والحجاج والمعتمرين، لذا تكثر الأسواق المركزية والمراكز التجارية فيها، من أبرز هذه الأسواق:

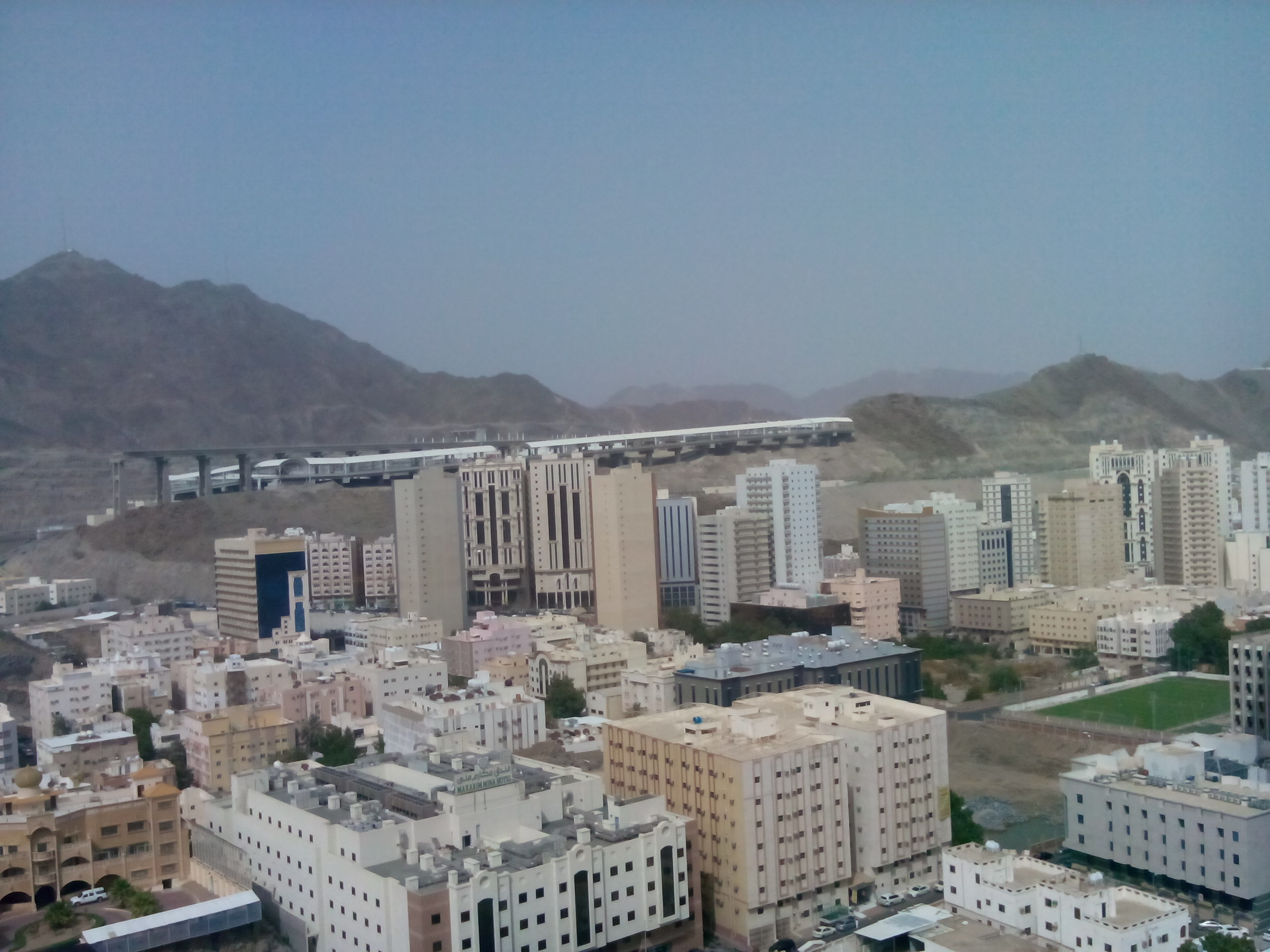
مشهد للمباني والاسواق في مدينة مكة

| - سوق العتيبية، يقع في منطقة العتيبية، شارع الحجون العام. - سوق الحجاز، يقع على أول طريق مكة - جدة السريع. - سوق الضيافة، يقع في حي الزاهر علي امتداد طريق الحجون. - سوق العزيزية المركزي، يقع في شارع العزيزية العام. - مكة مول، يقع على طريق الملك عبد الله. | - سوق ذي المجاز، يقع بالقرب من سوق العزيزية. - سيتي بلازا، يقع بالقرب من سوق العزيزية. - سوق شارع منصور، تقاطع شارع أم القرى مع الحفائر. - سوق شارع الستين، يسار الداخل إلى مكة من جهة الغرب طريق مكة - جدة السريع. |

### الفنادق
تضم مكة الكثير من الفنادق، وتتركز بعضها داخل المنطقة المركزية حول المسجد الحرام، ومن أهمها:

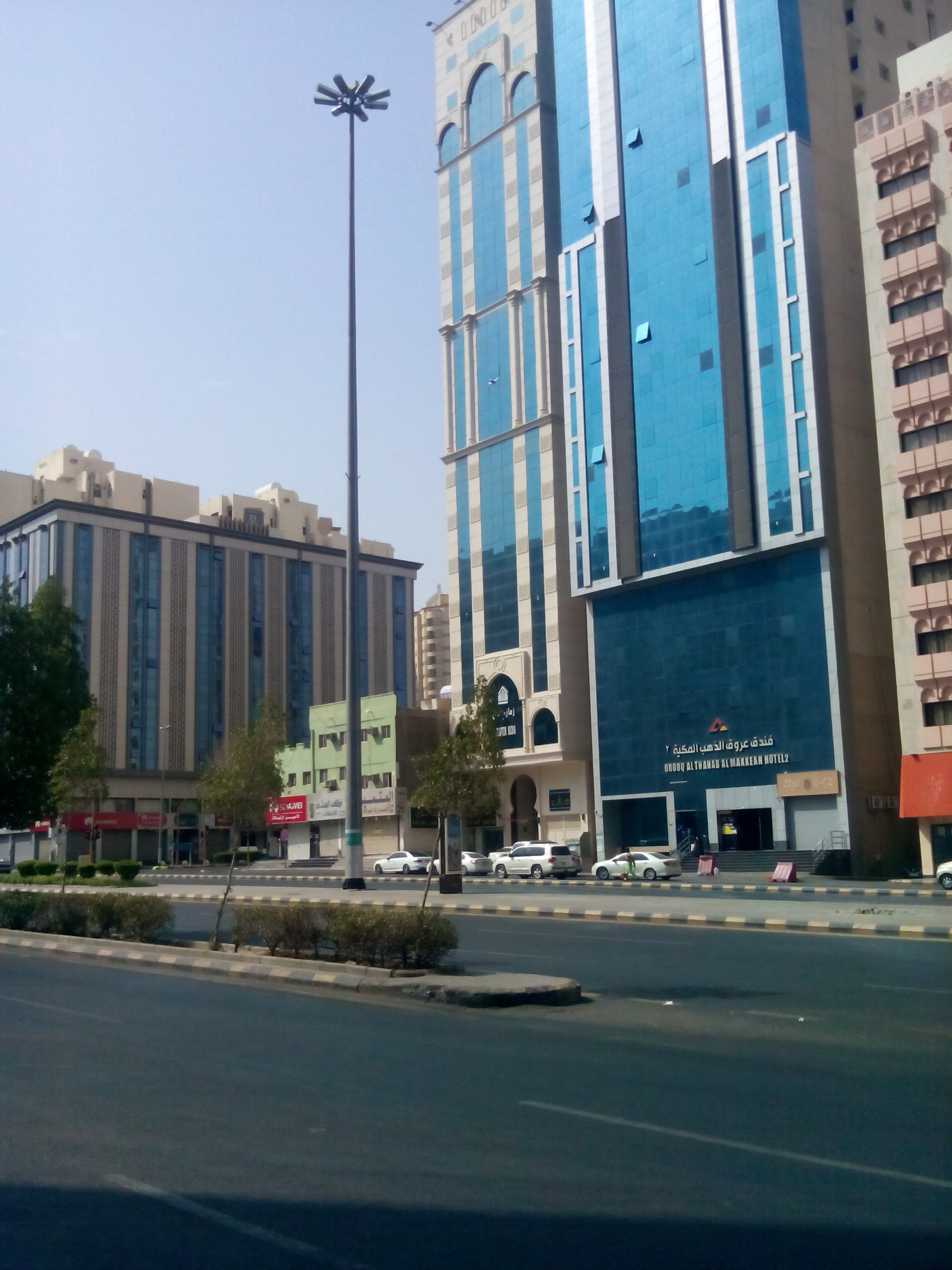
شارع عام في منطقة العزيزية في مكة يحتوي على عدد من الفنادق الفخمة

| - برج الفندق (أبراج البيت) - فندق مكة هيلتون. - فندق مكة إنتركونتنينتال. - فندق مكة شيراتون. - فندق موفمبيك. - فندق لو مرديان مكة المكرمة. | - فندق أبراج مكة هيلتون - فندق دار التوحيد إنتركونتيننتال. - فندق أم القرى جراند ماركيور. - فندق مكة ميترو بوليتان بالاس. - فندق فوكو مكة |

### المساجد

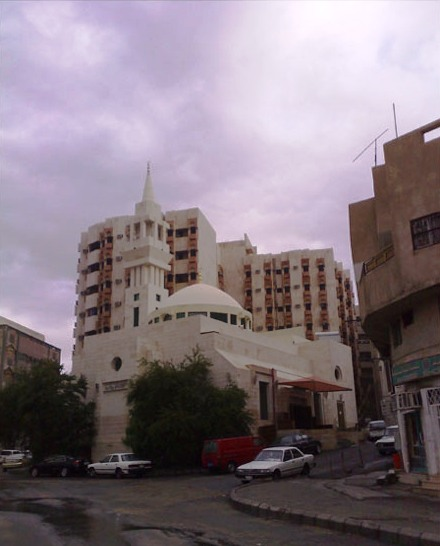
مسجد الإجابة.

تضم مكة الكثير من المساجد، منها ما هو قديم، ومنها ما هو حديث وفيما يلي بعض أبرز مساجد المدينة بخلاف المسجد الحرام:

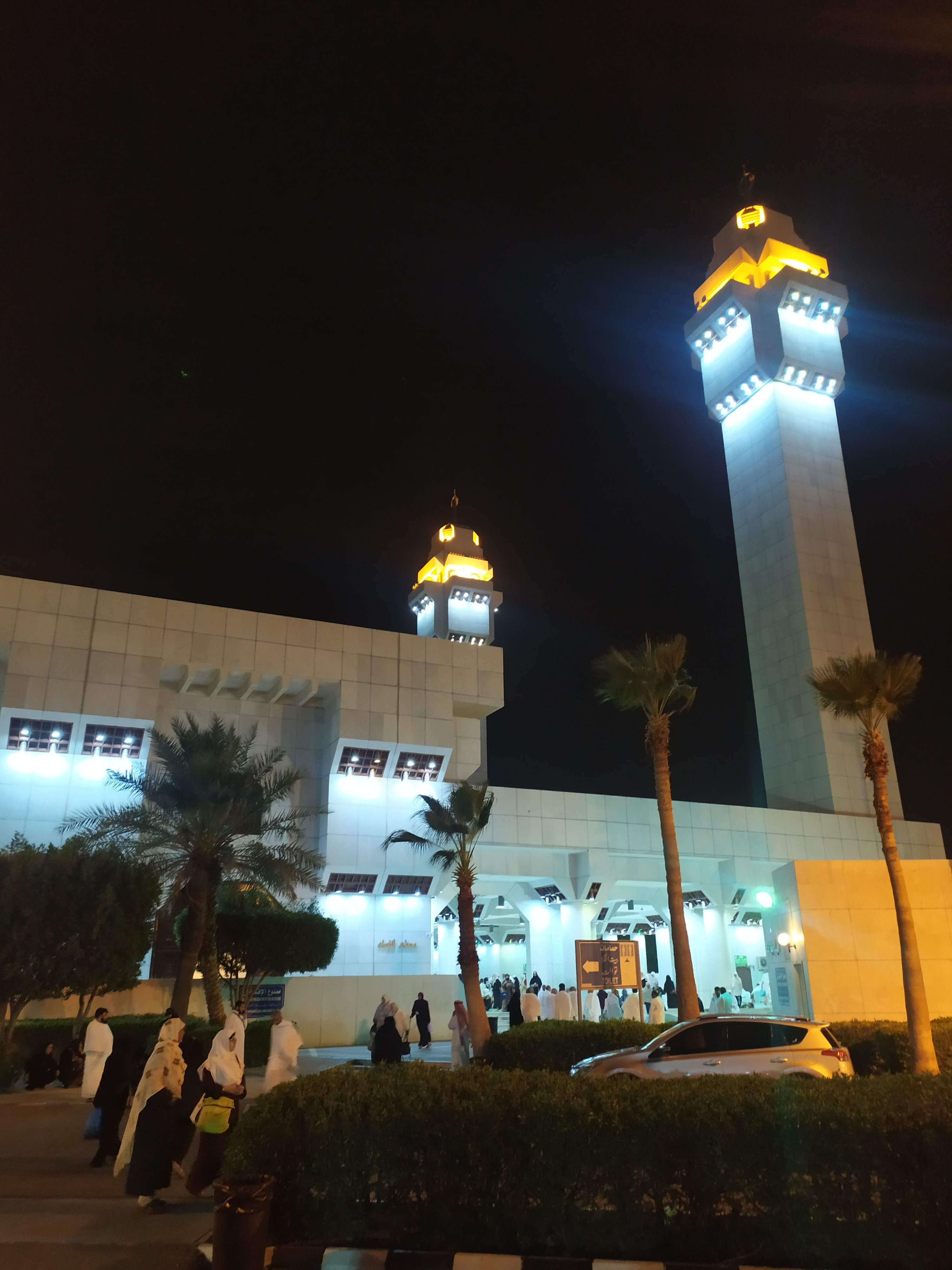
مسجد التنعيم ليلاً، ومعروف بمسجد عائشة، ومسجد الميقات في مكة.

- مسجد التنعيم ليلاً، ومعروف بمسجد عائشة، ومسجد الميقات في مكة.مسجد التنعيم: هو أحد مساجد مكة، يقع على حدود طريق المدينة المنورة، يُعتبر مسجد التنعيم أحد مواقيت الإحرام لأهل مكة، يقع المسجد في الجهة الشمالية الغربية من المسجد الحرام وتُقدر المسافة بينه وبين المسجد الحرام بحوالي 6 كيلومترات.[89][90][91]
- مسجد نمرة: أحد مساجد مكة، يقع في عرفة، وقد صلى في موضعه النبي محمد يوم عرفة في حجة الوداع، وتُقام فيه صلاتا الظهر والعصر جمعاً في يوم عرفه أثناء موسم الحج.
- مسجد الخيف: أحد مساجد مكة، في خيف بني كنانة في منى، وفيه صلى النبي محمد عند الأحجار التي تقع بين يدي المنارة، وذكر أنه صلى 70 نبيًا في هذا المسجد منهم النبي موسى.[92]
- مسجد الإجابة: أحد مساجد مكة، يقع في حي المعابدة بشعبة الأجابة على يسار المتجه إلى منى، ولقد صلى في موضعه النبي محمد، تم بناؤه في القرن الثاني الهجري.
- مسجد البيعة: أو مسجد العقبة، أحد مساجد مكة، بناه أبو جعفر المنصور سنة 144هـ في موضع البيعة حيث قام النبي محمد بالاجتماع مع الأنصار عندما بايعوه بيعة العقبة.
- مسجد الراية: أحد مساجد مكة، هو من المساجد التي صلى بها النبي، بنى المسجد في المرة الأولى عبد الله بن عباس، ثم بناه بعد ذلك الخليفة العباسي «المستعصم بالله» سنة 640هـ.

### المستشفيات
تضم مكة ما يقارب 14 مستشفى و81 مركزا صحيّا، موزعة على أحياء مكة المختلفة، ويعمل بهذه المراكز والمستشفيات حوالي 1375 طبيب. فيما يلي أهم مستشفيات مكة:

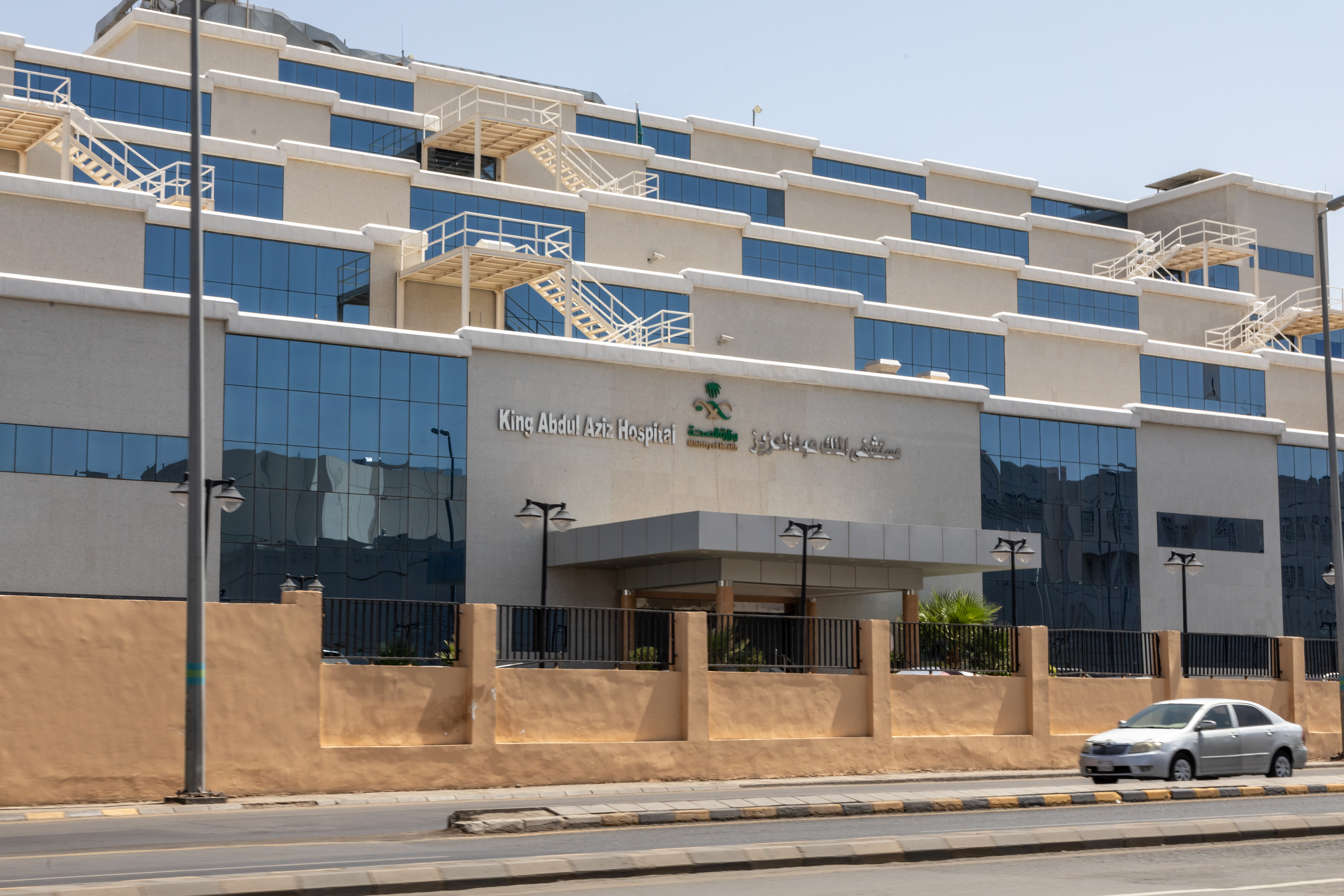
مستشفى الملك عبد العزيز في مكة

| - مستشفى أجياد. - مستشفى الملك عبد العزيز. - مستشفى الملك فيصل. - مستشفى النور. | - مستشفى حراء. - مستشفى أم القرى الطبي. - مستشفى منى الطوارئ. | - مستشفى منى الجسر. - مدينة الملك عبدالله الطبية. - المستشفى التخصصي (جزء من مدينة الملك عبدالله الطبية). - مستشفى الولادة والأطفال. |

## معالم مكة
| المسجد الحرام هو أعظم مسجد في الإسلام، يقع في قلب مكة، تتوسطه الكعبة المشرفة التي هي أول بناء وضع على وجه الأرض وفق المعتقد الإسلامي، وهذه هي أعظم وأقدس بقعة على وجه الأرض عند المسلمين، والمسجد الحرام هو قبلة المسلمين في صلاتهم، سُمي بالمسجد الحرام لحرمه القتال فيه منذ فتح مكة على يد النبي محمد، والمسجد الحرام هو أول المساجد الثلاثة التي تشد إليها الرحال. يضم المسجد الحرام العديد من المعالم وهي: الكعبة، حجر إسماعيل، بئر زمزم، مقام إبراهيم، الصفا والمروة، والحجر الأسود. |
| غار حراء هو الغار الذي كان يتعبد فيه النبي محمد قبل أن يوحى إليه، فغار حراء هو المكان الذي نزل الوحي فيه لأول مرة. يقع غار حراء في أعلى جبل النور الواقع شرق مكة، ويبعد مسافة 4 كيلومترات تقريبا عن المسجد الحرام. غار حراء هو فجوة في الجبل، بابها نحو الشمال، طولها أربعة أذرع وعرضها ذراع وثلاثة أرباع، ويمكن لخمسة أشخاص فقط الجلوس فيها في آن واحد، والداخل لغار حراء يكون متجهاً نحو الكعبة المشرفة كما ويمكن للواقف على الجبل أن يرى مكة وأبنيتها.                                 |
| غار ثور هو غار يقع أعلى جبل ثور الواقع بجنوب مكة. ارتبط اسمه بهجرة النبي إلى المدينة المنورة، فهو الغار الذي دخله النبي أثناء الهجرة ومعه صاحبه أبو بكر الصديق، وعندما جاء كفّار مكة يبحثون عنهما، أوحى الله إلى العنكبوت بأن تنسج خيوطها على باب الغار، وأوحى إلى حمامة بأن تصنع عشاً وتبيض فيه دليل على عدم وجود أي شخص في هذا الغار منذ وقت طويل، وبهذا لم تكتشف قريش وجود النبي وصاحبه داخل الغار، وفق المعتقد الإسلامي.                                                               |
| مقبرة المعلاة هي مقبرة عامة لأهل مكة، تقع في بداية طريق الحجون على يمين المتوجه إلى المسجد الحرام من جهة حي المعابدة، تضمّ مقبرة المعلاة جثمان أمّ المؤمنين وزوجة النبي محمد خديجة بنت خويلد، وفيها أماكن مجهزة لتغسيل وتكفين الموتى كما يوجد بها سيارات إسعاف لنقل الموتى ضمن إدارة خاصة تتبع أمانة العاصمة المقدسة، وعادة ما يحمل الموتى لمقبرة المعلاة بعد الصلاة عليهم بالمسجد الحرام لدفنهم، حيث أن المسافة بين المسجد الحرام وبين مقبرة المعلاة تعتبر قريبة نسبياً.                   |
| أبراج البيت هي مجموعة أبراج تقع بجوار المسجد الحرام، وهي ثاني أعلى ناطحة سحاب في العالم، حيث يبلغ ارتفاعها 601 متراً، كما يُعتبر أضخم برج من حيث المساحة في العالم، يشتمل المشروع على ستة أبراج سكنية هي: برج الصفا، برج المروة، برج هاجر، برج سارة، برج زمزم، وبرج عبد الكريم، أما البرج السابع فهو برج الفندق أو برج الساعة وهو أعلى هذه الأبراج ارتفاعاً، وعليه أعلى ساعة في العالم، والتي يبلغ ارتفاعها حوالي 545 متراً.                                                                 |
| منى هي منطقة صحراوية تبعد عن شرق مكة حوالي 5 كيلومترات، تقع في الطريق بين مكة وجبل عرفة. تُعرف المنطقة لدورها الهام بالنسبة لمؤدي مناسك الحج، حيث يمكث فيها العديد من الحجاج سنوياً مؤقتاً في أيام التشريق الثلاثة، كما أنها موقع رمي الجمرات الذي يُؤدى بين شروق وغروب الشمس في آخر أيام الحج. |
| جسر الجمرات هو جسر يوجد في منطقة منى في مكة وهو جسر مخصص لسير الحجاج لرمي جمرة العقبة أثناء موسم الحج، وهو يضم جمرة العقبة الصغرى، جمرة العقبة الوسطى، جمرة العقبة الكبرى، وقد شهد هذا الجسر العديد من حوادث التدافع بين الحجاج أدت إلى وفاة المئات. ووصلت منشأة الجمرات خلال الوقت الحالي إلى خمسة أدوار، وبلغت تكلفته الجسر نحو 4.2 مليارات ريال، وطاقته الاستيعابية 500 ألف حاج في الساعة.                                                                                            |

## النقل والمواصلات

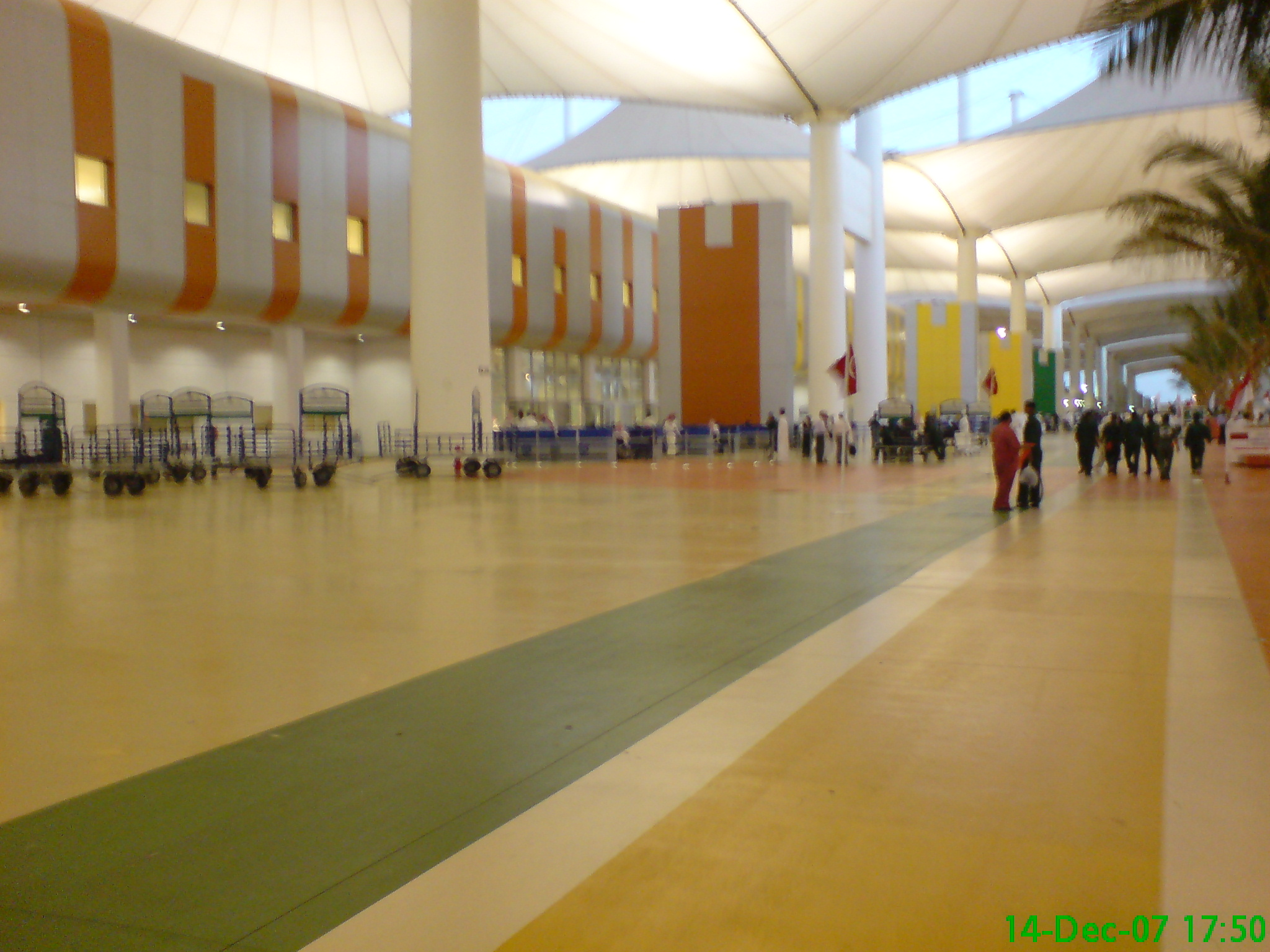
مدينة الحجاج بمطار الملك عبد العزيز الدولي بجدة.

### المطارات
- مطار الملك عبد العزيز الدولي: هو مطار دولي يقع على بعد 19 كيلومتراً شمال مدينة جدة، الميناء الأول في السعودية. بدأ بناء المطار في عام 1974،[106] وافتُتِح رسمياً في إبريل من عام 1981. تبلغ مساحة أرض المطار حوالي 105 كم²، ويُعتبر مطار الملك عبد العزيز البوابة الجوية الرئيسية لمكة والتي عن طريقها يصل الحجاج والمعتمرين نظراً لعدم وجود مطار خاص بمكة.
- مطار الطائف الدولي: هو مطار دولي يبعد عن مدينة الطائف حوالي 30 كيلومتر، باتجاه الشرق، كما يبعد عن مكة مسافة 70 كيلومترا، وقد شهد المطار هبوط أول طائرة للملك عبد العزيز آل سعود،[107] وتزداد أهمية المطار بحكم قربه من مكة والمشاعر المقدسة، إضافة إلى أهمية مدينة الطائف كأحد مصائف السعودية.

### الأنفاق والطرق السريعة
- الأنفاق

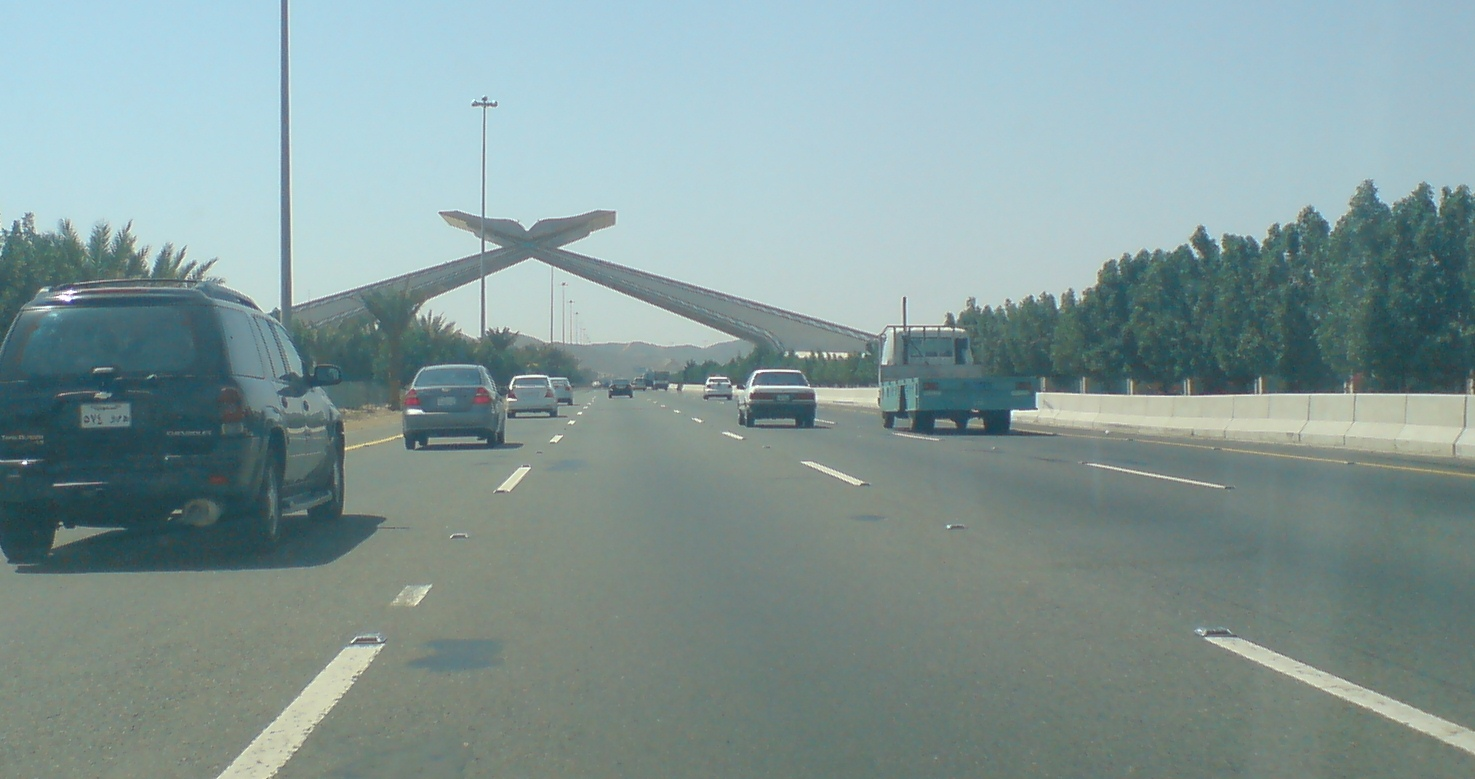
مدخل مكة على طريق مكة - جدة السريع.

تمتلك مكة شبكة من الأنفاق المنتشرة في جميع أنحائها وذلك بحكم طبيعتها الجبلية، يبلغ عددها 56 نفقاً للسيارات وعشرة أنفاق للمشاة، بطول 26 كيلومترا، ومن أبرز هذه الأنفاق: أنفاق أجياد السد، مجموعة أنفاق شعب عامر، مجموعة أنفاق باب الملك، مجموعة أنفاق طريق المشاة المعيصم، مجموعة أنفاق جسر الملك خالد، مجموعة أنفاق الفيصلية، ومجموعة أنفاق السليمانية، وغيرها الكثير.
- الطرق السريعة

بالنسبة للطرق، تمتلك مكة شبكة من الطرق السريعة تربطها بباقي مدن منطقة مكة المكرمة أو بالمناطق الأخرى، أما أبرز هذه الطرق: طريق الهدا (والمؤدي إلى مدينة الطائف)، وطريق السيل الكبير (والمؤدي إلى مدينة الطائف)، وطريق مكة - جدة السريع، وطريق مكة - المدينة المنورة السريع، وطريق مكة - جيزان السريع، وطريق مكة الدائري.

### القطارات
- قطار الحرمين السريع: يربط مكة بالمدينة المنورة من خلال مشروع قطار الحرمين السريع،[112] وهو مشروع خط سكة حديدية كهربائي يربط بين منطقتي مكة والمدينة المنورة مروراً بمحافظتي جدة ورابغ بطول 450 كيلومترا،[112] وتم بناء خمس محطات ركاب، منها محطتان في مكة، ومحطتان في مدينة جدة في كل من مطار الملك عبد العزيز الدولي ووسط المدينة،[113] والمحطة الخامسة في المدينة المنورة.
- قطار المشاعر المقدسة: هو مشروع خط سكة حديدية يربط مكة بالمشاعر المقدسة منى، عرفة، ومزدلفة، تبلغ كلفة المشروع نحو 6.7 مليارات ريال سعودي،[114][115] وبدأ تنفيذ المشروع منذ بداية عام 2009 من خلال الشركة الصينية لإنشاء السكك الحديدية، فيما بدأ تشغيله في نوفمبر عام 2010.[116][117] تبدأ المحطات الأولى للقطار داخل مكة، ثم يمر القطار بثلاث محطات في مشعر عرفات ومثلها في مشعر مزدلفة ثم أول مشعر منى ووسطه وتكون المحطة الأخيرة عند جسر الجمرات.[118]

## الثقافة والتعليم
تأثرت ثقافة مكة بثقافات الحجاج والمعتمرين الذين يتوافدون عليها سنوياً، وبالتالي فهي تمتلك تراثاً ثقافياً غنياً. أولى الصحف التي تم جلبها إلى مكة كانت عام 1885 على يد الوالي العثماني «عثمان نوري باشا»، وفي سنة 1915 طُبِعَت أول جريدة رسمية لمكة وسميت «جريدة القبلة»، وتوسعت هذه الجريدة في العصر السعودي الحديث وأصبحت تسمى «صحيفة أم القرى» إحدى أكبر الصحف السعودية الرسمية. إضافة إلى الصحف تضم مكة مقرات العديد من المنشآت والمؤسسات والمنظمات، فهي تضم مركز تليفزيون مكة التابع للتليفزيون السعودي والذي دُمّر تماماً في حريق اندلع به في 24 يونيو 2009. كما تضم مكة المقر الرئيسي لرابطة العالم الإسلامي، وهي منظمة إسلامية عالمية تقوم بالدعوة للإسلام وشرح مبادئه وتعاليمه. ونظراً للمكانة المقدسة التي تتمتع بها مكة في العالم الإسلامي فقد اختيرت «عاصمة الثقافة الإسلامية» لعام 2004.

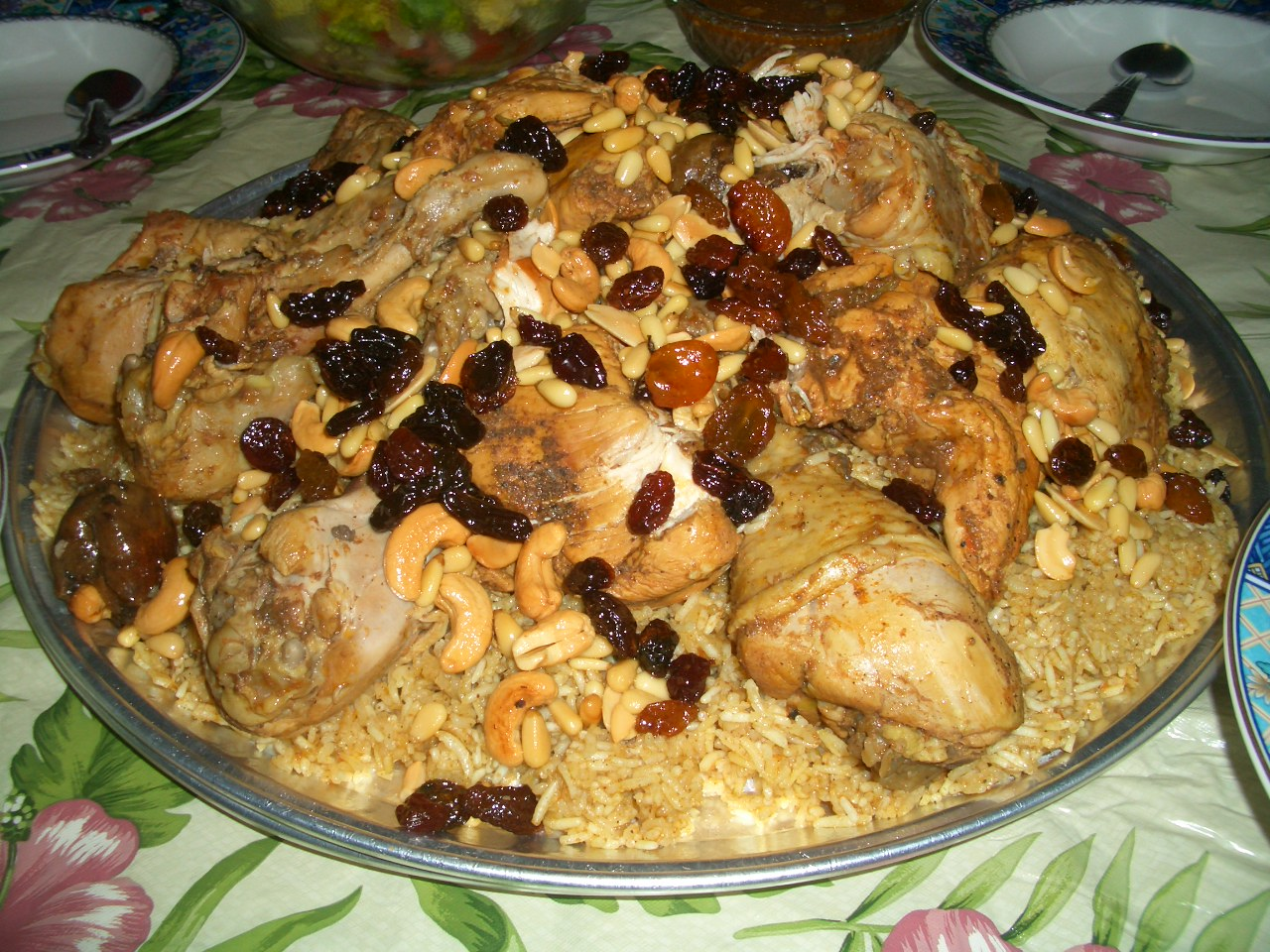
طبق الكبسة الخليجية.

كان للأسواق الأدبية التي أقيمت في مكة قبل الإسلام كمثل سوق عكاظ وسوق مجنة وسوق ذي المجاز أثر عظيم في إثراء لغة أهل مكة وشيوعها، وعندما جاء القرآن باللغة العربية، سادت لهجة أهل مكة غيرها من اللهجات. كانت أسواق مكة أيضا مجالاً للنشاط الاقتصادي والاجتماعي والفكري وتبادل الآراء، مما أضاف مادة خصبة للهجة أهل مكة، وعلى مر العصور بعد الإسلام، أثر الاختلاط السكاني الذي ساد مكة في لغة أهلها العربية، فكثر فيها الدخيل من الألفاظ الفارسية والتركية والهندية والأردو، وفي العصر الحاضر ونتيجة للحركة التجارية المزدهرة التي تسود موسم الحج، يجيد الكثير من أهل مكة العديد من اللغات كالإنجليزية والفارسية والأردو.
النوادي الأدبية والثقافية تُقام في مكة العديد من المهرجانات والنوادي الأدبية والثقافية، من أبرز هذه المهرجانات «مهرجان مكة خير» وهو مهرجان يُعقد سنوياً وتنظمه شركة جدة للمعارض الدولية، ويضم المهرجان فعاليات ثقافية واجتماعية ورياضية مثل ندوات الشعر والأدب والألعاب الترفيهية وعروض الطيران الشراعي. كما يُعقد في مكة العديد من الندوات والنوادي الأدبية والثقافية مثل نادي مكة الثقافي الأدبي. بالنسبة للمطبخ المكي فيتميز بتنوعه نتيجة لاختلاف الحضارات والأجناس المستوطنة بمكة مثل الأكلات البخارية والتركستانية والهندية والإندونيسية وغيرها. وتُعد وجبة الكبسة وجبة الغداء الأساسية في المائدة المكية بالإضافة إلى المندي، بجانب تلك الوجبات تعتبر الشاورما وجبة ذات شعبية لدى الشباب في مكة. تنتشر مطاعم الوجبات السريعة في مكة وهي كثير لعل من أبرزها ماكدونالدز، دجاج كنتاكي وسلسلة مطاعم البيك، وتنتشر في مكة أيضا بعض المطاعم البخارية، الإندونيسية، الهندية، الباكستانية، المصرية، والتركية.

### التعليم
كان التعليم في مكة في عصر الجاهلية يتم في الكتاتيب، إلا أن أغلبية سكان مكة في ذلك الوقت كانوا من الأميين، وفي عهد الإسلام انطلقت أول مدرسة من دار الأرقم حيث كانت الدعوة الإسلامية سرية لأوائل المسلمين. استمر أسلوب التعليم في مكة عبر الحلقات سائدا لفترة من الزمن، غير أن الحركة التعليمية في مكة نمت وتزايدت مما ساعد على ظهور التعليم المدرسي، فأنشئت حول المسجد الحرام مدارس عدة في الربع الأخير من القرن السادس الهجري من أبرزها مدرسة الزنجيلي، طاب الزمان، الأرسوفي، وقد استمر إنشاء المدارس حتى بلغ عددها قرابة ثلاثين مدرسة مع نهاية القرن الحادي عشر الهجري.
المدارس

شعار جامعة أم القرى.

تضم مكة العديد من المدارس الابتدائية والمتوسطة والثانوية من أبرزها: مدرسة الرحمانية الابتدائية، ومدارس المعرفة الأهلية لجميع المراحل، ومدرسة ابن القيم الابتدائية، ومدرسة سفيان الثوري الابتدائية، ومدرسة مالك بن أنس الابتدائية، ومدرسة الهجرة المتوسطة، ومدرسة عمير بن الحمام المتوسطة، ومدرسة ابن خلدون المتوسطة، ومدرسة الملك عبد العزيز المتوسطة، ومدرسة الحسين بن علي الثانوية، ومدرسة الملك خالد الثانوية، ومدرسة مكة الثانوية، ومدرسة أم القرى الثانوية، ومدرسة أبو أيوب الأنصاري الثانوية.
الجامعات
تضم مدينة مكة جامعة واحدة فقط هي جامعة أم القرى. تضم الجامعة 34 كلية ومعهد علمي، تحتوي على 310 قاعة دراسة، ويبلغ عدد الطلاب والطالبات الملتحقين بها ما يُقارب 106,320 طالب وطالبة بين مواطنين ومقيمين.

### الرياضة
يقع في مدينة مكة مقر نادي الوحدة الذي تأسس سنة 1945، وهو نادي ذي نشاطات متعددة، رياضية واجتماعية وثقافية. تضم مكة العديد من المراكز والنوادي الرياضية موزعة على كافة الأحياء، مثل نادي الرشد الرياضي. توجد في مكة مدينة الملك عبد العزيز الرياضية وتبعد عنها حوالي 12 كيلومترا، وهي مدينة رياضية متكاملة افتتحت عام 1984، وتضم ملعب رئيسي وهو ستاد الملك عبد العزيز الخاص بنادي الوحدة، وتضم كذلك مسبح أولمبي، وصالة رئيسية مخصصة لألعاب كرة سلة، كرة يد، كرة طائرة، التنس الأرضي، كمال الأجسام، الملاكمة، والمصارعة، الكاراتيه، الجودو، التايكوندو، ولعبة الجمباز.
تضم المدينة أيضًا بيتًا خاصًا للشباب وصالة لكبار الشخصيات والزوار، وقد شهدت المدينة حفل افتتاح دورة ألعاب التضامن الإسلامي التي أقيمت في السعودية في أبريل من عام 2005.

## أشهر أعلام مكة
- محمد بن عبد الله: نبي الإسلام وخاتم الأنبياء، ولد عام الفيل، نزل عليه الوحي وكلف بالرسالة في سن الأربعين.
- أبو بكر الصديق: أول الخلفاء الراشدين، وصحابي ممن رافقوا النبي محمد منذ بدء الإسلام، ويعتبر الصديق المقرب له.
- عمر بن الخطاب: ثاني الخلفاء الراشدين، أحد العشرة المبشرين بالجنة، أول من عمل بالتقويم الهجري.
- عثمان بن عفان: ثالث الخلفاء الراشدين، وهو أحد العشرة المبشرين بالجنة، ومن السابقين إلى الإسلام.
- علي بن أبي طالب: رابع الخلفاء الراشدين عند السنة وأوّل الأئمّة عند الشيعة، وابن عم النبي محمد وصهره، وأحد العشرة المبشرين بالجنة.
- عبد الله بن مسعود: صحابي من أوائل عشرة مسلمين في التاريخ، صاحب سواك النبي ومن الحفاظ الفقهاء من اقرب الصحابة للرسول.
- بلال بن رباح: مؤذن الرسول، صحابي، كان عبدا من عبيد قريش أعلن إسلامه فعذبه سيده أمية بن خلف فابتاعه أبو بكر الصديق وأعتقه.
- الزبير بن العوام: ابن عمة النبي محمد صفية بنت عبد المطلب، أحد العشرة المبشرين بالجنة، يلقب بحواري الرسول.
- طلحة بن عبيد الله: أحد العشرة المبشرين بالجنة، لقب بحواري الرسول وهو من قرابة أبي بكر الصديق.
- عبد الرحمن بن عوف: أحد العشرة المبشرين بالجنة، ومن كبار صحابة النبي محمد، وأحد الستة أصحاب الشورى.
- سعد بن أبي وقاص: أحد العشرة المبشرين بالجنة، وقد تنبأ له النبي محمد بعرش كسرى.
- أبو عبيدة عامر بن الجراح: أحد العشرة المبشرين بالجنة، ولقبه النبي محمد بـأمين الأمة وهو فاتح بلاد الشام.
- سعيد بن زيد: أحد العشرة المبشرين بالجنة، وشهد جميع الغزوات مع النبي محمد.
- خديجة بنت خويلد: زوجة النبي محمد، وأم أبنائه وبناته عدا إبراهيم. وهي أول من أسلم من أتباع النبي محمد.
- فاطمة الزهراء: بنت النبي محمد، وزوجة علي بن أبي طالب، ملقبة بسيدة نساء العالمين.
- عائشة بنت أبي بكر: زوجة النبي محمد، وأحد أقرب الزوجات إليه، وفي بيتها مات ودفن النبي محمد وأبو بكر وعمر.
- عمرو بن العاص: صحابي، دخل في الإسلام بعد غزوة الخندق.